# Dòng thời gian của đại dịch COVID-19 tại Việt Nam năm 2022
Đây là dòng thời gian các sự kiện chính trong đại dịch COVID-19 gây ra bởi SARS-CoV-2 tại Việt Nam năm 2022.

## Thống kê
| Thời gian | Tổng số ca | Tổng số ca | Tổng số ca |
| Thời gian | Mắc mới    | Hồi phục   | Tử vong    |
| --------- | ---------- | ---------- | ---------- |
| Tháng 1   | 544.470    | 667.164    | 5.383      |
| Tháng 2   | 1.167.758  | 416.501    | 2.478      |
| Tháng 3   | 6.121.124  | 5.080.062  | 2.238      |
| Tháng 4   | 1.085.200  | 1.743.242  | 548        |
| Tháng 5   | 69.570     | 200.043    | 38         |
| Tháng 6   | 27.091     | 219.020    | 8          |
| Tháng 7   | 33.162     | 232.078    | 6          |
| Tháng 8   | 632.047    | 265.364    | 24         |
| Tháng 9   | 67.677     | 413.105    | 31         |
| Tháng 10  | 23.529     | 11.347     | 15         |
| Tháng 11  | 13.023     | 5.276      | 12         |
| Tháng 12  | 9.323      | 2.787      | 11         |
| 2022      | 9.793.974  | 9.255.989  | 10.792     |

| COVID-19 tại Việt Nam năm 2022 (số tích lũy từ đầu dịch) () Tử vong Hồi phục Đang điều trị Thg 1Thg 2Thg 3Thg 4Thg 5Thg 6Thg 7Thg 8Thg 9Thg 10Thg 11Thg 1215 ngày gần nhất15 ngày gần nhất | COVID-19 tại Việt Nam năm 2022 (số tích lũy từ đầu dịch) () Tử vong Hồi phục Đang điều trị Thg 1Thg 2Thg 3Thg 4Thg 5Thg 6Thg 7Thg 8Thg 9Thg 10Thg 11Thg 1215 ngày gần nhất15 ngày gần nhất | COVID-19 tại Việt Nam năm 2022 (số tích lũy từ đầu dịch) () Tử vong Hồi phục Đang điều trị Thg 1Thg 2Thg 3Thg 4Thg 5Thg 6Thg 7Thg 8Thg 9Thg 10Thg 11Thg 1215 ngày gần nhất15 ngày gần nhất | COVID-19 tại Việt Nam năm 2022 (số tích lũy từ đầu dịch) () Tử vong Hồi phục Đang điều trị Thg 1Thg 2Thg 3Thg 4Thg 5Thg 6Thg 7Thg 8Thg 9Thg 10Thg 11Thg 1215 ngày gần nhất15 ngày gần nhất | COVID-19 tại Việt Nam năm 2022 (số tích lũy từ đầu dịch) () Tử vong Hồi phục Đang điều trị Thg 1Thg 2Thg 3Thg 4Thg 5Thg 6Thg 7Thg 8Thg 9Thg 10Thg 11Thg 1215 ngày gần nhất15 ngày gần nhất |
| --- | --- | --- | --- | --- |
| Ngày | Ngày | | Ca nhiễm | Tử vong |
| 2022-01-01 | 2022-01-01 | | 1.746.092(n.a.) | 32.610(n.a.) |
| 2022-01-02 | 2022-01-02 | | 1.763.040(+0,97%) | 32.831(+0,68%) |
| 2022-01-03 | 2022-01-03 | | 1.778.976(+0,9%) | 33.021(+0,58%) |
| 2022-01-04 | 2022-01-04 | | 1.800.704(+1,2%) | 33.245(+0,68%) |
| 2022-01-05 | 2022-01-05 | | 1.817.721(+0,95%) | 33.475(+0,69%) |
| 2022-01-06 | 2022-01-06 | | 1.843.563(+1,4%) | 33.647(+0,51%) |
| 2022-01-07 | 2022-01-07 | | 1.859.841(+0,88%) | 33.880(+0,69%) |
| 2022-01-08 | 2022-01-08 | | 1.876.394(+0,89%) | 34.117(+0,7%) |
| 2022-01-09 | 2022-01-09 | | 1.899.575(+1,2%) | 34.322(+0,6%) |
| 2022-01-10 | 2022-01-10 | | 1.914.393(+0,78%) | 34.534(+0,62%) |
| 2022-01-11 | 2022-01-11 | | 1.930.428(+0,84%) | 34.790(+0,74%) |
| 2022-01-12 | 2022-01-12 | | 1.958.719(+1,5%) | 34.967(+0,51%) |
| 2022-01-13 | 2022-01-13 | | 1.975.444(+0,85%) | 35.173(+0,59%) |
| 2022-01-14 | 2022-01-14 | | 1.991.484(+0,81%) | 35.344(+0,49%) |
| 2022-01-15 | 2022-01-15 | | 2.007.862(+0,82%) | 35.480(+0,38%) |
| 2022-01-16 | 2022-01-16 | | 2.023.546(+0,78%) | 35.609(+0,36%) |
| 2022-01-17 | 2022-01-17 | | 2.045.090(+1,1%) | 35.791(+0,51%) |
| 2022-01-18 | 2022-01-18 | | 2.062.128(+0,83%) | 35.975(+0,51%) |
| 2022-01-19 | 2022-01-19 | | 2.078.087(+0,77%) | 36.117(+0,39%) |
| 2022-01-20 | 2022-01-20 | | 2.094.802(+0,8%) | 36.269(+0,42%) |
| 2022-01-21 | 2022-01-21 | | 2.110.737(+0,76%) | 36.443(+0,48%) |
| 2022-01-22 | 2022-01-22 | | 2.126.444(+0,74%) | 36.596(+0,42%) |
| 2022-01-23 | 2022-01-23 | | 2.141.422(+0,7%) | 36.722(+0,34%) |
| 2022-01-24 | 2022-01-24 | | 2.155.784(+0,67%) | 36.887(+0,45%) |
| 2022-01-25 | 2022-01-25 | | 2.171.527(+0,73%) | 37.013(+0,34%) |
| 2022-01-26 | 2022-01-26 | | 2.187.481(+0,73%) | 37.168(+0,42%) |
| 2022-01-27 | 2022-01-27 | | 2.203.208(+0,72%) | 37.294(+0,34%) |
| 2022-01-28 | 2022-01-28 | | 2.218.137(+0,68%) | 37.435(+0,38%) |
| 2022-01-29 | 2022-01-29 | | 2.233.287(+0,68%) | 37.550(+0,31%) |
| 2022-01-30 | 2022-01-30 | | 2.263.053(+1,3%) | 37.671(+0,32%) |
| 2022-01-31 | 2022-01-31 | | 2.275.727(+0,56%) | 37.777(+0,28%) |
| 2022-02-01 | 2022-02-01 | | 2.286.750(+0,48%) | 37.777(=) |
| 2022-02-02 | 2022-02-02 | | 2.295.494(+0,38%) | 37.777(=) |
| 2022-02-03 | 2022-02-03 | | 2.304.095(+0,37%) | 38.066(+0,77%) |
| 2022-02-04 | 2022-02-04 | | 2.315.689(+0,5%) | 38.150(+0,22%) |
| 2022-02-05 | 2022-02-05 | | 2.327.859(+0,53%) | 38.264(+0,3%) |
| 2022-02-06 | 2022-02-06 | | 2.341.971(+0,61%) | 38.327(+0,16%) |
| 2022-02-07 | 2022-02-07 | | 2.358.786(+0,72%) | 38.427(+0,26%) |
| 2022-02-08 | 2022-02-08 | | 2.380.695(+0,93%) | 38.524(+0,25%) |
| 2022-02-09 | 2022-02-09 | | 2.404.651(+1%) | 38.617(+0,24%) |
| 2022-02-10 | 2022-02-10 | | 2.430.683(+1,1%) | 38.691(+0,19%) |
| 2022-02-11 | 2022-02-11 | | 2.457.170(+1,1%) | 38.787(+0,25%) |
| 2022-02-12 | 2022-02-12 | | 2.484.481(+1,1%) | 38.865(+0,2%) |
| 2022-02-13 | 2022-02-13 | | 2.510.860(+1,1%) | 38.949(+0,22%) |
| 2022-02-14 | 2022-02-14 | | 2.540.273(+1,2%) | 39.040(+0,23%) |
| 2022-02-15 | 2022-02-15 | | 2.572.087(+1,3%) | 39.125(+0,22%) |
| 2022-02-16 | 2022-02-16 | | 2.606.824(+1,4%) | 39.191(+0,17%) |
| 2022-02-17 | 2022-02-17 | | 2.643.024(+1,4%) | 39.281(+0,23%) |
| 2022-02-18 | 2022-02-18 | | 2.685.463(+1,6%) | 39.361(+0,2%) |
| 2022-02-19 | 2022-02-19 | | 2.740.293(+2%) | 39.426(+0,17%) |
| 2022-02-20 | 2022-02-20 | | 2.787.493(+1,7%) | 39.504(+0,2%) |
| 2022-02-21 | 2022-02-21 | | 2.834.373(+1,7%) | 39.608(+0,26%) |
| 2022-02-22 | 2022-02-22 | | 2.890.252(+2%) | 39.685(+0,19%) |
| 2022-02-23 | 2022-02-23 | | 2.972.378(+2,8%) | 39.776(+0,23%) |
| 2022-02-24 | 2022-02-24 | | 3.041.506(+2,3%) | 39.887(+0,28%) |
| 2022-02-25 | 2022-02-25 | | 3.120.301(+2,6%) | 39.962(+0,19%) |
| 2022-02-26 | 2022-02-26 | | 3.219.177(+3,2%) | 40.053(+0,23%) |
| 2022-02-27 | 2022-02-27 | | 3.321.005(+3,2%) | 40.144(+0,23%) |
| 2022-02-28 | 2022-02-28 | | 3.443.485(+3,7%) | 40.255(+0,28%) |
| 2022-03-01 | 2022-03-01 | | 3.557.629(+3,3%) | 40.341(+0,21%) |
| 2022-03-02 | 2022-03-02 | | 3.709.481(+4,3%) | 40.452(+0,28%) |
| 2022-03-03 | 2022-03-03 | | 3.885.631(+4,7%) | 40.547(+0,23%) |
| 2022-03-04 | 2022-03-04 | | 4.059.262(+4,5%) | 40.644(+0,24%) |
| 2022-03-05 | 2022-03-05 | | 4.232.520(+4,3%) | 40.726(+0,2%) |
| 2022-03-06 | 2022-03-06 | | 4.434.700(+4,8%) | 40.813(+0,21%) |
| 2022-03-07 | 2022-03-07 | | 4.582.058(+3,3%) | 40.891(+0,19%) |
| 2022-03-08 | 2022-03-08 | | 4.776.873(+4,3%) | 40.977(+0,21%) |
| 2022-03-09 | 2022-03-09 | | 5.042.036(+5,6%) | 41.086(+0,27%) |
| 2022-03-10 | 2022-03-10 | | 5.260.495(+4,3%) | 41.157(+0,17%) |
| 2022-03-11 | 2022-03-11 | | 5.448.935(+3,6%) | 41.228(+0,17%) |
| 2022-03-12 | 2022-03-12 | | 5.903.147(+8,3%) | 41.290(+0,15%) |
| 2022-03-13 | 2022-03-13 | | 6.112.648(+3,5%) | 41.385(+0,23%) |
| 2022-03-14 | 2022-03-14 | | 6.377.438(+4,3%) | 41.477(+0,22%) |
| 2022-03-15 | 2022-03-15 | | 6.552.918(+2,8%) | 41.545(+0,16%) |
| 2022-03-16 | 2022-03-16 | | 6.820.458(+4,1%) | 41.607(+0,15%) |
| 2022-03-17 | 2022-03-17 | | 7.174.423(+5,2%) | 41.683(+0,18%) |
| 2022-03-18 | 2022-03-18 | | 7.367.112(+2,7%) | 41.740(+0,14%) |
| 2022-03-19 | 2022-03-19 | | 7.791.841(+5,8%) | 41.817(+0,18%) |
| 2022-03-20 | 2022-03-20 | | 7.958.048(+2,1%) | 41.880(+0,15%) |
| 2022-03-21 | 2022-03-21 | | 8.089.761(+1,7%) | 41.949(+0,16%) |
| 2022-03-22 | 2022-03-22 | | 8.338.914(+3,1%) | 42.014(+0,15%) |
| 2022-03-23 | 2022-03-23 | | 8.479.751(+1,7%) | 42.075(+0,15%) |
| 2022-03-24 | 2022-03-24 | | 8.599.751(+1,4%) | 42.145(+0,17%) |
| 2022-03-25 | 2022-03-25 | | 8.761.252(+1,9%) | 42.196(+0,12%) |
| 2022-03-26 | 2022-03-26 | | 8.919.557(+1,8%) | 42.258(+0,15%) |
| 2022-03-27 | 2022-03-27 | | 9.011.473(+1%) | 42.306(+0,11%) |
| 2022-03-28 | 2022-03-28 | | 9.274.849(+2,9%) | 42.358(+0,12%) |
| 2022-03-29 | 2022-03-29 | | 9.386.489(+1,2%) | 42.413(+0,13%) |
| 2022-03-30 | 2022-03-30 | | 9.472.254(+0,91%) | 42.454(+0,1%) |
| 2022-03-31 | 2022-03-31 | | 9.564.609(+0,98%) | 42.493(+0,09%) |
| 2022-04-01 | 2022-04-01 | | 9.650.663(+0,9%) | 42.526(+0,08%) |
| 2022-04-02 | 2022-04-02 | | 9.716.282(+0,68%) | 42.563(+0,09%) |
| 2022-04-03 | 2022-04-03 | | 9.818.328(+1,1%) | 42.600(+0,09%) |
| 2022-04-04 | 2022-04-04 | | 9.867.045(+0,5%) | 42.642(+0,1%) |
| 2022-04-05 | 2022-04-05 | | 9.922.040(+0,56%) | 42.681(+0,09%) |
| 2022-04-06 | 2022-04-06 | | 9.980.464(+0,59%) | 42.712(+0,07%) |
| 2022-04-07 | 2022-04-07 | | 10.070.692(+0,9%) | 42.733(+0,05%) |
| 2022-04-08 | 2022-04-08 | | 10.135.789(+0,65%) | 42.768(+0,08%) |
| 2022-04-09 | 2022-04-09 | | 10.169.929(+0,34%) | 42.794(+0,06%) |
| 2022-04-10 | 2022-04-10 | | 10.198.236(+0,28%) | 42.813(+0,04%) |
| 2022-04-11 | 2022-04-11 | | 10.250.160(+0,51%) | 42.830(+0,04%) |
| 2022-04-12 | 2022-04-12 | | 10.272.964(+0,22%) | 42.858(+0,07%) |
| 2022-04-13 | 2022-04-13 | | 10.297.587(+0,24%) | 42.878(+0,05%) |
| 2022-04-14 | 2022-04-14 | | 10.320.599(+0,22%) | 42.901(+0,05%) |
| 2022-04-15 | 2022-04-15 | | 10.394.533(+0,72%) | 42.924(+0,05%) |
| 2022-04-16 | 2022-04-16 | | 10.417.887(+0,22%) | 42.934(+0,02%) |
| 2022-04-17 | 2022-04-17 | | 10.432.547(+0,14%) | 42.944(+0,02%) |
| 2022-04-18 | 2022-04-18 | | 10.475.819(+0,41%) | 42.957(+0,03%) |
| 2022-04-19 | 2022-04-19 | | 10.489.319(+0,13%) | 42.975(+0,04%) |
| 2022-04-20 | 2022-04-20 | | 10.502.590(+0,13%) | 42.982(+0,02%) |
| 2022-04-21 | 2022-04-21 | | 10.533.164(+0,29%) | 42.991(+0,02%) |
| 2022-04-22 | 2022-04-22 | | 10.544.324(+0,11%) | 42.998(+0,02%) |
| 2022-04-23 | 2022-04-23 | | 10.554.689(+0,1%) | 43.004(+0,01%) |
| 2022-04-24 | 2022-04-24 | | 10.563.502(+0,08%) | 43.013(+0,02%) |
| 2022-04-25 | 2022-04-25 | | 10.571.772(+0,08%) | 43.021(+0,02%) |
| 2022-04-26 | 2022-04-26 | | 10.620.203(+0,46%) | 43.029(+0,02%) |
| 2022-04-27 | 2022-04-27 | | 10.631.516(+0,11%) | 43.034(+0,01%) |
| 2022-04-28 | 2022-04-28 | | 10.638.632(+0,07%) | 43.037(+0,01%) |
| 2022-04-29 | 2022-04-29 | | 10.644.700(+0,06%) | 43.038(=) |
| 2022-04-30 | 2022-04-30 | | 10.649.809(+0,05%) | 43.041(+0,01%) |
| 2022-05-01 | 2022-05-01 | | 10.653.526(+0,03%) | 43.042(=) |
| 2022-05-02 | 2022-05-02 | | 10.656.649(+0,03%) | 43.044(=) |
| 2022-05-03 | 2022-05-03 | | 10.659.358(+0,03%) | 43.044(=) |
| 2022-05-04 | 2022-05-04 | | 10.662.446(+0,03%) | 43.047(+0,01%) |
| 2022-05-05 | 2022-05-05 | | 10.666.751(+0,04%) | 43.049(=) |
| 2022-05-06 | 2022-05-06 | | 10.670.570(+0,04%) | 43.055(+0,01%) |
| 2022-05-07 | 2022-05-07 | | 10.673.915(+0,03%) | 43.055(=) |
| 2022-05-08 | 2022-05-08 | | 10.676.184(+0,02%) | 43.056(=) |
| 2022-05-09 | 2022-05-09 | | 10.678.359(+0,02%) | 43.057(=) |
| 2022-05-10 | 2022-05-10 | | 10.681.214(+0,03%) | 43.058(=) |
| 2022-05-11 | 2022-05-11 | | 10.683.972(+0,03%) | 43.060(=) |
| 2022-05-12 | 2022-05-12 | | 10.690.471(+0,06%) | 43.063(+0,01%) |
| 2022-05-13 | 2022-05-13 | | 10.693.141(+0,02%) | 43.063(=) |
| 2022-05-14 | 2022-05-14 | | 10.695.036(+0,02%) | 43.065(=) |
| 2022-05-15 | 2022-05-15 | | 10.696.630(+0,01%) | 43.065(=) |
| 2022-05-16 | 2022-05-16 | | 10.698.180(+0,01%) | 43.067(=) |
| 2022-05-17 | 2022-05-17 | | 10.699.965(+0,02%) | 43.071(+0,01%) |
| 2022-05-18 | 2022-05-18 | | 10.701.796(+0,02%) | 43.072(=) |
| 2022-05-19 | 2022-05-19 | | 10.704.524(+0,03%) | 43.073(=) |
| 2022-05-20 | 2022-05-20 | | 10.706.111(+0,01%) | 43.075(=) |
| 2022-05-21 | 2022-05-21 | | 10.707.568(+0,01%) | 43.075(=) |
| 2022-05-22 | 2022-05-22 | | 10.708.887(+0,01%) | 43.075(=) |
| 2022-05-23 | 2022-05-23 | | 10.710.066(+0,01%) | 43.076(=) |
| 2022-05-24 | 2022-05-24 | | 10.711.389(+0,01%) | 43.076(=) |
| 2022-05-25 | 2022-05-25 | | 10.712.733(+0,01%) | 43.078(=) |
| 2022-05-26 | 2022-05-26 | | 10.714.008(+0,01%) | 43.078(=) |
| 2022-05-27 | 2022-05-27 | | 10.715.247(+0,01%) | 43.078(=) |
| 2022-05-28 | 2022-05-28 | | 10.716.361(+0,01%) | 43.078(=) |
| 2022-05-29 | 2022-05-29 | | 10.717.251(+0,01%) | 43.078(=) |
| 2022-05-30 | 2022-05-30 | | 10.718.369(+0,01%) | 43.078(=) |
| 2022-05-31 | 2022-05-31 | | 10.719.379(+0,01%) | 43.079(=) |
| 2022-06-01 | 2022-06-01 | | 10.720.426(+0,01%) | 43.079(=) |
| 2022-06-02 | 2022-06-02 | | 10.722.634(+0,02%) | 43.080(=) |
| 2022-06-03 | 2022-06-03 | | 10.723.673(+0,01%) | 43.080(=) |
| 2022-06-04 | 2022-06-04 | | 10.724.554(+0,01%) | 43.080(=) |
| 2022-06-05 | 2022-06-05 | | 10.725.239(+0,01%) | 43.080(=) |
| 2022-06-06 | 2022-06-06 | | 10.726.045(+0,01%) | 43.080(=) |
| 2022-06-07 | 2022-06-07 | | 10.727.005(+0,01%) | 43.080(=) |
| 2022-06-08 | 2022-06-08 | | 10.727.918(+0,01%) | 43.080(=) |
| 2022-06-09 | 2022-06-09 | | 10.728.720(+0,01%) | 43.080(=) |
| 2022-06-10 | 2022-06-10 | | 10.729.681(+0,01%) | 43.082(=) |
| 2022-06-11 | 2022-06-11 | | 10.731.244(+0,01%) | 43.083(=) |
| 2022-06-12 | 2022-06-12 | | 10.731.812(+0,01%) | 43.082(=) |
| 2022-06-13 | 2022-06-13 | | 10.732.429(+0,01%) | 43.083(=) |
| 2022-06-14 | 2022-06-14 | | 10.733.285(+0,01%) | 43.083(=) |
| 2022-06-15 | 2022-06-15 | | 10.734.151(+0,01%) | 43.083(=) |
| 2022-06-16 | 2022-06-16 | | 10.734.925(+0,01%) | 43.083(=) |
| 2022-06-17 | 2022-06-17 | | 10.736.408(+0,01%) | 43.083(=) |
| 2022-06-18 | 2022-06-18 | | 10.737.107(+0,01%) | 43.083(=) |
| 2022-06-19 | 2022-06-19 | | 10.737.640(=) | 43.083(=) |
| 2022-06-20 | 2022-06-20 | | 10.738.161(=) | 43.083(=) |
| 2022-06-21 | 2022-06-21 | | 10.738.909(+0,01%) | 43.084(=) |
| 2022-06-22 | 2022-06-22 | | 10.739.855(+0,01%) | 43.084(=) |
| 2022-06-23 | 2022-06-23 | | 10.740.595(+0,01%) | 43.084(=) |
| 2022-06-24 | 2022-06-24 | | 10.742.234(+0,02%) | 43.084(=) |
| 2022-06-25 | 2022-06-25 | | 10.742.891(+0,01%) | 43.084(=) |
| 2022-06-26 | 2022-06-26 | | 10.743.448(+0,01%) | 43.084(=) |
| 2022-06-27 | 2022-06-27 | | 10.744.085(+0,01%) | 43.084(=) |
| 2022-06-28 | 2022-06-28 | | 10.744.854(+0,01%) | 43.087(+0,01%) |
| 2022-06-29 | 2022-06-29 | | 10.745.631(+0,01%) | 43.087(=) |
| 2022-06-30 | 2022-06-30 | | 10.746.470(+0,01%) | 43.087(=) |
| 2022-07-01 | 2022-07-01 | | 10.747.397(+0,01%) | 43.087(=) |
| 2022-07-02 | 2022-07-02 | | 10.748.127(+0,01%) | 43.087(=) |
| 2022-07-03 | 2022-07-03 | | 10.748.639(=) | 43.087(=) |
| 2022-07-04 | 2022-07-04 | | 10.749.324(+0,01%) | 43.088(=) |
| 2022-07-05 | 2022-07-05 | | 10.750.313(+0,01%) | 43.089(=) |
| 2022-07-06 | 2022-07-06 | | 10.751.227(+0,01%) | 43.089(=) |
| 2022-07-07 | 2022-07-07 | | 10.752.140(+0,01%) | 43.089(=) |
| 2022-07-08 | 2022-07-08 | | 10.752.942(+0,01%) | 43.089(=) |
| 2022-07-09 | 2022-07-09 | | 10.754.348(+0,01%) | 43.089(=) |
| 2022-07-10 | 2022-07-10 | | 10.754.813(=) | 43.089(=) |
| 2022-07-11 | 2022-07-11 | | 10.755.381(+0,01%) | 43.089(=) |
| 2022-07-12 | 2022-07-12 | | 10.756.254(+0,01%) | 43.090(=) |
| 2022-07-13 | 2022-07-13 | | 10.757.257(+0,01%) | 43.090(=) |
| 2022-07-14 | 2022-07-14 | | 10.758.189(+0,01%) | 43.090(=) |
| 2022-07-15 | 2022-07-15 | | 10.759.145(+0,01%) | 43.090(=) |
| 2022-07-16 | 2022-07-16 | | 10.759.850(+0,01%) | 43.091(=) |
| 2022-07-17 | 2022-07-17 | | 10.760.595(+0,01%) | 43.091(=) |
| 2022-07-18 | 2022-07-18 | | 10.761.435(+0,01%) | 43.091(=) |
| 2022-07-19 | 2022-07-19 | | 10.762.532(+0,01%) | 43.091(=) |
| 2022-07-20 | 2022-07-20 | | 10.763.694(+0,01%) | 43.091(=) |
| 2022-07-21 | 2022-07-21 | | 10.764.986(+0,01%) | 43.091(=) |
| 2022-07-22 | 2022-07-22 | | 10.766.128(+0,01%) | 43.092(=) |
| 2022-07-23 | 2022-07-23 | | 10.767.200(+0,01%) | 43.092(=) |
| 2022-07-24 | 2022-07-24 | | 10.767.948(+0,01%) | 43.092(=) |
| 2022-07-25 | 2022-07-25 | | 10.768.844(+0,01%) | 43.092(=) |
| 2022-07-26 | 2022-07-26 | | 10.770.304(+0,01%) | 43.092(=) |
| 2022-07-27 | 2022-07-27 | | 10.772.980(+0,02%) | 43.092(=) |
| 2022-07-28 | 2022-07-28 | | 10.774.679(+0,02%) | 43.092(=) |
| 2022-07-29 | 2022-07-29 | | 10.776.484(+0,02%) | 43.093(=) |
| 2022-07-30 | 2022-07-30 | | 10.778.154(+0,02%) | 43.093(=) |
| 2022-07-31 | 2022-07-31 | | 10.779.632(+0,01%) | 43.093(=) |
| 2022-08-01 | 2022-08-01 | | 10.781.009(+0,01%) | 43.093(=) |
| 2022-08-02 | 2022-08-02 | | 10.783.026(+0,02%) | 43.094(=) |
| 2022-08-03 | 2022-08-03 | | 10.785.122(+0,02%) | 43.094(=) |
| 2022-08-04 | 2022-08-04 | | 11.189.968(+3,8%) | 43.094(=) |
| 2022-08-05 | 2022-08-05 | | 11.192.043(+0,02%) | 43.094(=) |
| 2022-08-06 | 2022-08-06 | | 11.346.137(+1,4%) | 43.094(=) |
| 2022-08-07 | 2022-08-07 | | 11.347.518(+0,01%) | 43.094(=) |
| 2022-08-08 | 2022-08-08 | | 11.349.223(+0,02%) | 43.094(=) |
| 2022-08-09 | 2022-08-09 | | 11.351.563(+0,02%) | 43.094(=) |
| 2022-08-10 | 2022-08-10 | | 11.353.573(+0,02%) | 43.095(=) |
| 2022-08-11 | 2022-08-11 | | 11.360.348(+0,06%) | 43.095(=) |
| 2022-08-12 | 2022-08-12 | | 11.362.540(+0,02%) | 43.096(=) |
| 2022-08-13 | 2022-08-13 | | 11.364.355(+0,02%) | 43.097(=) |
| 2022-08-14 | 2022-08-14 | | 11.365.784(+0,01%) | 43.098(=) |
| 2022-08-15 | 2022-08-15 | | 11.367.479(+0,01%) | 43.098(=) |
| 2022-08-16 | 2022-08-16 | | 11.370.462(+0,03%) | 43.100(=) |
| 2022-08-17 | 2022-08-17 | | 11.373.276(+0,02%) | 43.103(+0,01%) |
| 2022-08-18 | 2022-08-18 | | 11.376.571(+0,03%) | 43.103(=) |
| 2022-08-19 | 2022-08-19 | | 11.379.554(+0,03%) | 43.103(=) |
| 2022-08-20 | 2022-08-20 | | 11.382.258(+0,02%) | 43.104(=) |
| 2022-08-21 | 2022-08-21 | | 11.383.819(+0,01%) | 43.105(=) |
| 2022-08-22 | 2022-08-22 | | 11.386.016(+0,02%) | 43.106(=) |
| 2022-08-23 | 2022-08-23 | | 11.389.268(+0,03%) | 43.106(=) |
| 2022-08-24 | 2022-08-24 | | 11.392.859(+0,03%) | 43.108(=) |
| 2022-08-25 | 2022-08-25 | | 11.396.205(+0,03%) | 43.110(=) |
| 2022-08-26 | 2022-08-26 | | 11.399.400(+0,03%) | 43.110(=) |
| 2022-08-27 | 2022-08-27 | | 11.401.597(+0,02%) | 43.111(=) |
| 2022-08-28 | 2022-08-28 | | 11.403.302(+0,01%) | 43.112(=) |
| 2022-08-29 | 2022-08-29 | | 11.405.711(+0,02%) | 43.113(=) |
| 2022-08-30 | 2022-08-30 | | 11.408.952(+0,03%) | 43.117(+0,01%) |
| 2022-08-31 | 2022-08-31 | | 11.411.679(+0,02%) | 43.117(=) |
| 2022-09-01 | 2022-09-01 | | 11.414.359(+0,02%) | 43.117(=) |
| 2022-09-02 | 2022-09-02 | | 11.415.907(+0,01%) | 43.118(=) |
| 2022-09-03 | 2022-09-03 | | 11.417.503(+0,01%) | 43.119(=) |
| 2022-09-04 | 2022-09-04 | | 11.418.894(+0,01%) | 43.120(=) |
| 2022-09-05 | 2022-09-05 | | 11.421.055(+0,02%) | 43.122(=) |
| 2022-09-06 | 2022-09-06 | | 11.424.754(+0,03%) | 43.123(=) |
| 2022-09-07 | 2022-09-07 | | 11.428.632(+0,03%) | 43.125(=) |
| 2022-09-08 | 2022-09-08 | | 11.431.823(+0,03%) | 43.126(=) |
| 2022-09-09 | 2022-09-09 | | 11.435.472(+0,03%) | 43.126(=) |
| 2022-09-10 | 2022-09-10 | | 11.437.970(+0,02%) | 43.126(=) |
| 2022-09-11 | 2022-09-11 | | 11.439.613(+0,01%) | 43.129(+0,01%) |
| 2022-09-12 | 2022-09-12 | | 11.441.626(+0,02%) | 43.130(=) |
| 2022-09-13 | 2022-09-13 | | 11.444.927(+0,03%) | 43.132(=) |
| 2022-09-14 | 2022-09-14 | | 11.448.034(+0,03%) | 43.132(=) |
| 2022-09-15 | 2022-09-15 | | 11.450.999(+0,03%) | 43.137(+0,01%) |
| 2022-09-16 | 2022-09-16 | | 11.454.079(+0,03%) | 43.137(=) |
| 2022-09-17 | 2022-09-17 | | 11.456.558(+0,02%) | 43.138(=) |
| 2022-09-18 | 2022-09-18 | | 11.458.449(+0,02%) | 43.139(=) |
| 2022-09-19 | 2022-09-19 | | 11.460.227(+0,02%) | 43.141(=) |
| 2022-09-20 | 2022-09-20 | | 11.463.404(+0,03%) | 43.142(=) |
| 2022-09-21 | 2022-09-21 | | 11.465.691(+0,02%) | 43.146(+0,01%) |
| 2022-09-22 | 2022-09-22 | | 11.467.619(+0,02%) | 43.146(=) |
| 2022-09-23 | 2022-09-23 | | 11.470.164(+0,02%) | 43.146(=) |
| 2022-09-24 | 2022-09-24 | | 11.471.340(+0,01%) | 43.146(=) |
| 2022-09-25 | 2022-09-25 | | 11.472.301(+0,01%) | 43.146(=) |
| 2022-09-26 | 2022-09-26 | | 11.473.733(+0,01%) | 43.146(=) |
| 2022-09-27 | 2022-09-27 | | 11.475.321(+0,01%) | 43.147(=) |
| 2022-09-28 | 2022-09-28 | | 11.476.908(+0,01%) | 43.147(=) |
| 2022-09-29 | 2022-09-29 | | 11.477.886(+0,01%) | 43.148(=) |
| 2022-09-30 | 2022-09-30 | | 11.479.356(+0,01%) | 43.148(=) |
| 2022-10-01 | 2022-10-01 | | 11.480.028(+0,01%) | 43.149(=) |
| 2022-10-02 | 2022-10-02 | | 11.480.518(=) | 43.149(=) |
| 2022-10-03 | 2022-10-03 | | 11.481.314(+0,01%) | 43.149(=) |
| 2022-10-04 | 2022-10-04 | | 11.482.334(+0,01%) | 43.151(=) |
| 2022-10-05 | 2022-10-05 | | 11.483.529(+0,01%) | 43.151(=) |
| 2022-10-06 | 2022-10-06 | | 11.484.659(+0,01%) | 43.151(=) |
| 2022-10-07 | 2022-10-07 | | 11.485.361(+0,01%) | 43.152(=) |
| 2022-10-08 | 2022-10-08 | | 11.486.043(+0,01%) | 43.153(=) |
| 2022-10-09 | 2022-10-09 | | 11.486.414(=) | 43.153(=) |
| 2022-10-10 | 2022-10-10 | | 11.487.459(+0,01%) | 43.153(=) |
| 2022-10-11 | 2022-10-11 | | 11.488.685(+0,01%) | 43.154(=) |
| 2022-10-12 | 2022-10-12 | | 11.489.881(+0,01%) | 43.155(=) |
| 2022-10-13 | 2022-10-13 | | 11.490.951(+0,01%) | 43.155(=) |
| 2022-10-14 | 2022-10-14 | | 11.491.541(+0,01%) | 43.155(=) |
| 2022-10-15 | 2022-10-15 | | 11.492.273(+0,01%) | 43.155(=) |
| 2022-10-16 | 2022-10-16 | | 11.492.598(=) | 43.155(=) |
| 2022-10-17 | 2022-10-17 | | 11.493.271(+0,01%) | 43.157(=) |
| 2022-10-18 | 2022-10-18 | | 11.493.894(+0,01%) | 43.158(=) |
| 2022-10-19 | 2022-10-19 | | 11.495.231(+0,01%) | 43.159(=) |
| 2022-10-20 | 2022-10-20 | | 11.495.772(=) | 43.159(=) |
| 2022-10-21 | 2022-10-21 | | 11.496.354(+0,01%) | 43.159(=) |
| 2022-10-22 | 2022-10-22 | | 11.496.829(=) | 43.159(=) |
| 2022-10-23 | 2022-10-23 | | 11.496.987(=) | 43.159(=) |
| 2022-10-24 | 2022-10-24 | | 11.497.533(=) | 43.161(=) |
| 2022-10-25 | 2022-10-25 | | 11.498.047(=) | 43.161(=) |
| 2022-10-26 | 2022-10-26 | | 11.498.873(+0,01%) | 43.162(=) |
| 2022-10-27 | 2022-10-27 | | 11.499.357(=) | 43.165(+0,01%) |
| 2022-10-28 | 2022-10-28 | | 11.501.906(+0,02%) | 43.165(=) |
| 2022-10-29 | 2022-10-29 | | 11.502.169(=) | 43.163(=) |
| 2022-10-30 | 2022-10-30 | | 11.502.474(=) | 43.163(=) |
| 2022-10-31 | 2022-10-31 | | 11.502.885(=) | 43.163(=) |
| 2022-11-01 | 2022-11-01 | | 11.503.334(=) | 43.164(=) |
| 2022-11-02 | 2022-11-02 | | 11.504.091(+0,01%) | 43.165(=) |
| 2022-11-03 | 2022-11-03 | | 11.504.910(+0,01%) | 43.165(=) |
| 2022-11-04 | 2022-11-04 | | 11.505.249(=) | 43.165(=) |
| 2022-11-05 | 2022-11-05 | | 11.505.608(=) | 43.165(=) |
| 2022-11-06 | 2022-11-06 | | 11.505.849(=) | 43.166(=) |
| 2022-11-07 | 2022-11-07 | | 11.506.214(=) | 43.166(=) |
| 2022-11-08 | 2022-11-08 | | 11.506.656(=) | 43.166(=) |
| 2022-11-09 | 2022-11-09 | | 11.507.124(=) | 43.166(=) |
| 2022-11-10 | 2022-11-10 | | 11.507.540(=) | 43.166(=) |
| 2022-11-11 | 2022-11-11 | | 11.508.170(+0,01%) | 43.166(=) |
| 2022-11-12 | 2022-11-12 | | 11.508.447(=) | 43.166(=) |
| 2022-11-13 | 2022-11-13 | | 11.508.689(=) | 43.166(=) |
| 2022-11-14 | 2022-11-14 | | 11.508.893(=) | 43.166(=) |
| 2022-11-15 | 2022-11-15 | | 11.509.473(+0,01%) | 43.166(=) |
| 2022-11-16 | 2022-11-16 | | 11.509.975(=) | 43.167(=) |
| 2022-11-17 | 2022-11-17 | | 11.510.484(=) | 43.167(=) |
| 2022-11-18 | 2022-11-18 | | 11.510.919(=) | 43.168(=) |
| 2022-11-19 | 2022-11-19 | | 11.511.178(=) | 43.169(=) |
| 2022-11-20 | 2022-11-20 | | 11.511.452(=) | 43.169(=) |
| 2022-11-21 | 2022-11-21 | | 11.511.822(=) | 43.169(=) |
| 2022-11-22 | 2022-11-22 | | 11.512.138(=) | 43.169(=) |
| 2022-11-23 | 2022-11-23 | | 11.512.684(=) | 43.169(=) |
| 2022-11-24 | 2022-11-24 | | 11.513.173(=) | 43.170(=) |
| 2022-11-25 | 2022-11-25 | | 11.513.747(=) | 43.170(=) |
| 2022-11-26 | 2022-11-26 | | 11.514.174(=) | 43.170(=) |
| 2022-11-27 | 2022-11-27 | | 11.514.532(=) | 43.170(=) |
| 2022-11-28 | 2022-11-28 | | 11.514.865(=) | 43.170(=) |
| 2022-11-29 | 2022-11-29 | | 11.515.423(=) | 43.172(=) |
| 2022-11-30 | 2022-11-30 | | 11.515.908(=) | 43.175(+0,01%) |
| 2022-12-01 | 2022-12-01 | | 11.516.489(+0,01%) | 43.176(=) |
| 2022-12-02 | 2022-12-02 | | 11.517.124(+0,01%) | 43.176(=) |
| 2022-12-03 | 2022-12-03 | | 11.517.517(=) | 43.177(=) |
| 2022-12-04 | 2022-12-04 | | 11.517.722(=) | 43.177(=) |
| 2022-12-05 | 2022-12-05 | | 11.518.149(=) | 43.177(=) |
| 2022-12-06 | 2022-12-06 | | 11.518.511(=) | 43.178(=) |
| 2022-12-07 | 2022-12-07 | | 11.519.011(=) | 43.178(=) |
| 2022-12-08 | 2022-12-08 | | 11.519.539(=) | 43.178(=) |
| 2022-12-09 | 2022-12-09 | | 11.520.037(=) | 43.178(=) |
| 2022-12-10 | 2022-12-10 | | 11.520.445(=) | 43.178(=) |
| 2022-12-11 | 2022-12-11 | | 11.520.639(=) | 43.178(=) |
| 2022-12-12 | 2022-12-12 | | 11.521.022(=) | 43.178(=) |
| 2022-12-13 | 2022-12-13 | | 11.521.388(=) | 43.179(=) |
| 2022-12-14 | 2022-12-14 | | 11.521.708(=) | 43.179(=) |
| 2022-12-15 | 2022-12-15 | | 11.522.097(=) | 43.179(=) |
| 2022-12-16 | 2022-12-16 | | 11.522.431(=) | 43.179(=) |
| 2022-12-17 | 2022-12-17 | | 11.522.750(=) | 43.179(=) |
| 2022-12-18 | 2022-12-18 | | 11.522.927(=) | 43.179(=) |
| 2022-12-19 | 2022-12-19 | | 11.523.161(=) | 43.180(=) |
| 2022-12-20 | 2022-12-20 | | 11.523.367(=) | 43.180(=) |
| 2022-12-21 | 2022-12-21 | | 11.523.567(=) | 43.181(=) |
| 2022-12-22 | 2022-12-22 | | 11.523.780(=) | 43.182(=) |
| 2022-12-23 | 2022-12-23 | | 11.524.093(=) | 43.184(=) |
| 2022-12-24 | 2022-12-24 | | 11.524.202(=) | 43.184(=) |
| 2022-12-25 | 2022-12-25 | | 11.524.273(=) | 43.184(=) |
| 2022-12-26 | 2022-12-26 | | 11.524.436(=) | 43.184(=) |
| 2022-12-27 | 2022-12-27 | | 11.524.647(=) | 43.184(=) |
| 2022-12-28 | 2022-12-28 | | 11.524.779(=) | 43.184(=) |
| 2022-12-29 | 2022-12-29 | | 11.525.013(=) | 43.184(=) |
| 2022-12-30 | 2022-12-30 | | 11.525.144(=) | 43.186(=) |
| 2022-12-31 | 2022-12-31 | | 11.525.231(=) | 43.186(=) |
| Nguồn: Tổng hợp từ Bộ Y tế Việt Nam | | | | |

## Dòng thời gian
Trước đó: Năm 2021

### Tháng 1
- Ngày 1 tháng 1:
  - Chuyến bay quốc tế thường lệ đầu tiên đến Việt Nam sau gần 2 năm tạm dừng.[1]
  - TP. HCM công bố 5 ca nhiễm biến thể Omicron đầu tiên, đều là người nhập cảnh.[2][3]
- Ngày 4 tháng 1, học sinh lớp 7, 8, 10, 11 tại TP. HCM đi học trực tiếp trở lại.[4]
- Ngày 6 tháng 1, Bộ Y tế Việt Nam đã chính thức cấp phép cho 3 công ty dược trong nước sản xuất thuốc chứa hoạt chất molnupiravir để điều trị COVID-19.[5]
- Ngày 7 tháng 1, Bộ Y tế thay đổi mẫu "Giấy xác nhận đã tiêm vắc xin COVID-19", có thể sử dụng cho 3 mũi cơ bản, mũi bổ sung và 3 mũi nhắc lại.[6]
- Ngày 8 tháng 1:
  - Lần đầu tiên kể từ khi đánh giá cấp độ dịch, TP. HCM trở thành vùng xanh.[7][8]
  - Hải Phòng thành vùng đỏ.[9] Đây là lần đầu tiên Việt Nam nâng cấp độ dịch bệnh lên màu đỏ trên toàn tỉnh, thành.[10]
  - Việt Nam tặng Lào 1 triệu liều vaccine.[11]
- Ngày 9 tháng 1: Phó Thủ tướng Vũ Đức Đam yêu cầu Bộ Y tế rà soát, sửa đổi hướng dẫn đánh giá cấp độ dịch COVID-19.[12][13]
- Ngày 11 tháng 1:
  - Hai cầu thủ bóng đá thuộc Đội tuyển nam quốc gia và bốn cầu thủ thuộc đội tuyển nữ quốc gia dương tính với COVID-19.[14]
  - Viện Kiểm nghiệm thuốc TP. HCM công bố sản phẩm mới phòng ngừa, hỗ trợ điều trị COVID-19.[15]
- Ngày 12 tháng 1:
  - Bộ Y tế cho biết Việt Nam đã hoàn thành tiêm mũi một vaccine cho người trưởng thành.[16][17]
  - Hải Phòng giảm cấp độ dịch của thành phố xuống cam sau 4 ngày ở mức đỏ.[18]
- Ngày 15 tháng 1, Việt Nam vượt mốc 2 triệu ca mắc COVID-19.[19]
- Ngày 16 tháng 1, ứng dụng PC-COVID bổ sung tính năng tự khai báo lịch sử tiêm, lưu ảnh chụp chứng nhận tiêm, chứng nhận xét nghiệm hoặc chứng nhận F0 khỏi bệnh.[20][21]
- Ngày 17 tháng 1, Bộ Y tế đề nghị các địa phương chấn chỉnh việc áp dụng các biện pháp phòng chống dịch không phù hợp.[22]
- Chiều 18 tháng 1, Việt Nam phát hiện 3 ca nhiễm biến thể Omicron trong cộng đồng đầu tiên tại TP. HCM.[23]
- Ngày 21 tháng 1, Cục Quản lý Dược, Bộ Y tế đã đồng ý tiêm mũi thứ 3 vaccine Moderna với liều bằng nửa liều cơ bản.[24]
- Từ 22 tháng 1, hành khách đi lại bằng máy bay sẽ không cần giấy chứng nhận tiêm đủ liều vắc xin, giấy chứng nhận khỏi bệnh hoặc giấy xét nghiệm.[25]
- Ngày 24 tháng 1, số ca mắc mới COVID-19 ở TP HCM giảm xuống 97, với 6 ca tử vong (bao gồm cả 4 ca từ tỉnh khác chuyển đến). Cả 2 con số đều đạt mức thấp nhất kể từ tháng 7 năm 2021.[26][27]
- Ngày 26 tháng 1, Hà Nội công bố ca nhiễm biến thể Omicron trong cộng đồng đầu tiên. Vào lúc công bố bệnh nhân này đã khỏi bệnh.[28]
- Ngày 27 tháng 1
  - Bộ Y tế ban hành hướng dẫn mới để xác định cấp độ dịch.[29]
  - Bộ Ngoại giao đã ra quyết định đình chỉ công tác đối với 4 cán bộ Cục Lãnh sự (gồm: Cục trưởng Nguyễn Thị Hương Lan, Phó Cục trưởng Đỗ Hoàng Tùng, Chánh Văn phòng Cục Lê Tuấn Anh và Phó trưởng Phòng Bảo hộ công dân Lưu Tuấn Dũng) để phục vụ công tác điều tra. Cùng ngày, Cơ quan An ninh điều tra Bộ Công an đã khởi tố, bắt tạm giam 4 cá nhân nêu trên về tội “Nhận hối lộ” để xét duyệt cấp phép cho các công ty thực hiện chuyến bay đưa Công dân Việt Nam từ nước ngoài về nước nhằm trục lợi cá nhân theo quy định tại Điều 354 Bộ luật Hình sự.[30][31]
- Ngày 28 tháng 1
  - Bộ Y tế ban hành Hướng dẫn chẩn đoán và điều trị COVID-19 mới. Đây là phiên bản lần thứ 8 được Bộ Y tế cập nhật, bổ sung.[32] Trong hướng dẫn này, thời gian cách ly của người bệnh COVID-19 cách ly, điều trị tại nhà được rút ngắn còn 7 ngày nếu có kết quả test nhanh âm tính.[33]
  - Bộ Văn hóa Thể thao và Du lịch đề nghị tạm dừng tổ chức các loại hình lễ hội và hoạt động bắn pháo hoa trong dịp Tết Nguyên đán 2022.[34]
- Ngày 31 tháng 1, đình chỉ điều tra hình sự vụ án làm lây lan dịch bệnh ở Hội thánh truyền giáo Phục Hưng, TP.HCM.[35]

| Ngày | Ca trong nước          | Ca tử vong | Chi tiết ca tử vong | Ct     |
| ---- | ---------------------- | ---------- | --- | ------ |
| 1    | 14.822                 | 216        | TPHCM 33, Đồng Nai 26, Vĩnh Long 16, Bà Rịa - Vũng Tàu 15, Bến Tre 14, Cần Thơ 14, Kiên Giang 13, Sóc Trăng 12, Đồng Tháp 12, Tây Ninh 11, An Giang 10, Tiền Giang 9, Bình Dương 7, Trà Vinh 5, Cà Mau 5, Bình Thuận 3, Bình Định 2, Khánh Hòa 2, Bình Phước 2, Long An 2, Bạc Liêu 2, Đà Nẵng 1 | [ 36 ] |
| 2    | 16.914                 | 221        | Đồng Nai 41, TPHCM 30, An Giang 17, Vĩnh Long 16, Đồng Tháp 15, Cần Thơ 15, Tiền Giang 11, Hậu Giang 9, Tây Ninh 8, Hà Nội 8, Sóc Trăng 7, Bình Dương 7, Kiên Giang 7, Bà Rịa - Vũng Tàu 6, Khánh Hòa 5, Bạc Liêu 4, Bình Thuận 3, Cà Mau 3, Nam Định 2, Trà Vinh 2, Nghệ An 1, Đắk Lắk 1, Hà Giang 1, Gia Lai 1, Long An 1 | [ 37 ] |
| 3    | 15.916                 | 290        | TPHCM 31, An Giang 19, Đồng Tháp 14, Vĩnh Long 13, Cần Thơ 13, Tây Ninh 12, Bình Dương 11, Bến Tre 10, Bình Phước 9, Bà Rịa - Vũng Tàu 9, Sóc Trăng 8, Tiền Giang 7, Cà Mau 6, Bình Thuận 5, Bạc Liêu 5, Thừa Thiên - Huế 4, Long An 3, Bình Định 2, Trà Vinh 2, Khánh Hòa 2, Kiên Giang 2, Hậu Giang 2, Phú Yên 1 | [ 38 ] |
| 4    | 14.829 +6.867 bổ sung  | 224        | TPHCM 26, Đồng Nai 26, An Giang 18, Đồng Tháp 15, Vĩnh Long 15, Cần Thơ 11, Hà Nội 10, Sóc Trăng 10, Tây Ninh 10, Tiền Giang 10, Bến Tre 9, Kiên Giang 9, Bình Phước 9, Bạc Liêu 8, Bình Dương 7, Long An 7, Thừa Thiên - Huế 6, Hậu Giang 5, Cà Mau 5, Bình Thuận 4, Bà Rịa - Vũng Tàu 4, Hải Dương 2, Khánh Hòa 2, Lâm Đồng 2, Gia Lai 2, Trà Vinh 1                                                                                                   | [ 39 ] |
| 5    | 16.997                 | 230        | Đồng Nai 30, TPHCM 25, An Giang 17, Tây Ninh 17, Bình Dương 15, Vĩnh Long 14, Hà Nội 12, Long An 11, Bà Rịa - Vũng Tàu 10, Sóc Trăng 9, Đồng Tháp 9, Kiên Giang 9, Cần Thơ 9, Tiền Giang 8, Trà Vinh 7, Cà Mau 7, Bình Phước 4, Bạc Liêu 3, Thừa Thiên - Huế 2, Khánh Hòa 2, Bình Thuận 2, Hậu Giang 2, Hải Dương 2, Đắk Lắk 1, Ninh Thuận 1, Hòa Bình 1, Lâm Đồng 1                                                                                     | [ 40 ] |
| 6    | 16.417 +9.370 bổ sung  | 171        | TPHCM 21, An Giang 19, Bà Rịa - Vũng Tàu 13, Tiền Giang 13, Bến Tre 12, Đồng Tháp 12, Vĩnh Long 12, Cần Thơ 9, Bạc Liêu 9, Bình Dương 8, Kiên Giang 8, Bình Thuận 6, Trà Vinh 5, Tây Ninh 5, Long An 5, Cà Mau 3, Hậu Giang 2, Bình Định 2, Hải Phòng 1, Khánh Hòa 1, Đắk Nông 1, Ninh Thuận 1, Hải Dương 1 | [ 41 ] |
| 7    | 16.254                 | 233        | Đồng Nai 23, TPHCM 20, Long An 16, Tiền Giang 14, Vĩnh Long 14, Bình Dương 12, Bến Tre 11, Cần Thơ 11, Sóc Trăng 11, An Giang 10, Kiên Giang 10, Đồng Tháp 9, Tây Ninh 8, Bà Rịa - Vũng Tàu 7, Bạc Liêu 7, Cà Mau 7, Bình Định 6, Khánh Hòa 6, Bình Phước 6, Bình Thuận 6, Quảng Ngãi 2, Thừa Thiên - Huế 2, Đà Nẵng 2, Nghệ An 1, Gia Lai 1, Lâm Đồng 1                                                                                                 | [ 42 ] |
| 8    | 16.513                 | 240        | Đồng Nai 27, An Giang 20, TPHCM 18, Tiền Giang 15, Vĩnh Long 15, Long An 14, Cà Mau 14, Hà Nội 13, Đồng Tháp 12, Sóc Trăng 11, Kiên Giang 11, Tây Ninh 9, Cần Thơ 8, Khánh Hòa 7, Bình Dương 7, Bến Tre 6, Bà Rịa - Vũng Tàu 5, Trà Vinh 5, Thừa Thiên - Huế 4, Bình Thuận 4, Phú Yên 2, Hậu Giang 2, Bạc Liêu 2, Quảng Ninh 2, Bình Định 2, Quảng Ngãi 1, Đắk Nông 1, Thái Nguyên 1, Đà Nẵng 1, Đắk Lắk 1                                               | [ 43 ] |
| 9    | 15.751 +7.402 bổ sung  | 202        | An Giang 21, TPHCM 19, Long An 15, Đồng Tháp 14, Vĩnh Long 14, Kiên Giang 13, Sóc Trăng 11, Cần Thơ 11, Đồng Nai 10, Tiền Giang 10, Bình Dương 9, Bến Tre 9, Bà Rịa - Vũng Tàu 8, Tây Ninh 5, Hậu Giang 5, Cà Mau 4, Bình Định 4, Trà Vinh 3, Khánh Hòa 3, Bạc Liêu 3, Đắk Lắk 2, Bắc Ninh 1, Quảng Ninh 1, Thừa Thiên - Huế, Gia Lai 1, Đà Nẵng 1, Lâm Đồng 1                                                                                           | [ 44 ] |
| 10   | 14.783                 | 212        | An Giang 28, Sóc Trăng 22, TPHCM 19, Hà Nội 17, Đồng Tháp 16, Bình Phước 12, Tiền Giang 12, Vĩnh Long 11, Cần Thơ 11, Khánh Hòa 9, Bà Rịa - Vũng Tàu 9, Tây Ninh 8, Bình Dương 7, Trà Vinh 6, Hậu Giang 5, Bạc Liêu 4, Bình Thuận 3, Hải Phòng 2, Thừa Thiên - Huế 2, Bình Định 2, Vĩnh Phúc 1, Quảng Nam 1, Phú Yên 1, Hải Dương 1, Đà Nẵng 1, Ninh Thuận 1, Cà Mau 1                                                                                   | [ 45 ] |
| 11   | 16.019                 | 256        | Long An 30, Đồng Nai 24, Kiên Giang 21, TPHCM 19, Đồng Tháp 15, Vĩnh Long 15, Bến Tre 11, Tây Ninh 11, Bà Rịa - Vũng Tàu 11, Tiền Giang 11, Cần Thơ 11, Sóc Trăng 11, An Giang 9, Hà Nội 9, Trà Vinh 7, Hậu Giang 7, Bình Dương 6, Bạc Liêu 6, Bình Định 5, Thừa Thiên - Huế 4, Cà Mau 4, Hà Giang 4, Bình Thuận 2, Quảng Ngãi 1, Quảng Nam 1, Lâm Đồng 1                                                                                                | [ 46 ] |
| 12   | 16.066 +12.156 bổ sung | 177        | TPHCM 18, Hà Nội 13, Bình Phước 13, Long An 13, Tiền Giang 13, Bến Tre 11, Kiên Giang 11, Trà Vinh 9, Đồng Nai 9, Vĩnh Long 7, Cần Thơ 7, Bình Định 6, Bình Dương 6, Khánh Hòa 5, Bạc Liêu 5, Bà Rịa - Vũng Tàu 4, Cà Mau 4, Đắk Lắk 4, Bình Thuận 3, Quảng Ngãi 3, Phú Thọ 2, Hải Phòng 2, Bắc Giang 2, Tây Ninh 2, Vĩnh Phúc 1, Bắc Ninh 1, Thừa Thiên - Huế 1, Hải Dương 1, Hà Giang 1, Hậu Giang 1                                                   | [ 47 ] |
| 13   | 16.700                 | 206        | Đồng Tháp 30, Vĩnh Long 14, Hà Nội 13, An Giang 11, Tiền Giang 11, Bình Dương 10, Long An 10, Cần Thơ 10, Tây Ninh 8, Bà Rịa - Vũng Tàu 8, TPHCM 7, Trà Vinh 7, Bến Tre 7, Sóc Trăng 6, Kiên Giang 6, Cà Mau 4, Bắc Ninh 3, Khánh Hòa 3, Lâm Đồng 3, Bình Thuận 3, Thừa Thiên - Huế 2, Bình Định 2, Hà Giang 2, Phú Thọ 2, Hậu Giang 2, Bạc Liêu 2, Hòa Bình 2, Quảng Trị 1, Hải Phòng 1, Nghệ An 1, Hà Tĩnh 1, Đà Nẵng 1, Gia Lai 1                     | [ 48 ] |
| 14   | 16.026                 | 171        | An Giang 20, TPHCM 15, Đồng Tháp 14, Tiền Giang 12, Sóc Trăng 11, Vĩnh Long 11, Cần Thơ 11, Bình Dương 9, Đồng Nai 8, Kiên Giang 8, Bà Rịa - Vũng Tàu 7, Tây Ninh 6, Bình Thuận 5, Long An 5, Bến Tre 5, Hậu Giang 4, Gia Lai 3, Cà Mau 3, Bình Định 3, Hải Phòng 2, Khánh Hòa 2, Nam Định 1, Đắk Lắk 1, Đắk Nông 1, Lâm Đồng 1, Bạc Liêu 1 | [ 49 ] |
| 15   | 16.305                 | 139        | Hà Nội 18, TPHCM 16, Bà Rịa - Vũng Tàu 12, Cần Thơ 12, Tiền Giang 10, Kiên Giang 10, Sóc Trăng 8, Vĩnh Long 8, Tây Ninh 6, An Giang 6, Bến Tre 6, Long An 4, Cà Mau 4, Trà Vinh 3, Khánh Hòa 3, Bình Dương 2, Hậu Giang 2, Bạc Liêu 2, Bình Định 1, Đồng Nai 1, Bắc Giang 1, Đắk Lắk 1, Đắk Nông 1, Bình Phước 1, Bình Thuận 1 | [ 50 ] |
| 16   | 15.643                 | 129        | Đồng Tháp 28, TPHCM 15, Kiên Giang 9, Cần Thơ 9, Khánh Hòa 8, Bình Phước 7, Đồng Nai 7, Tiền Giang 7, Vĩnh Long 6, Hậu Giang 6, Trà Vinh 5, Long An 4, Lâm Đồng 3, Bình Thuận 3, Bạc Liêu 3, Bình Dương 2, Bình Định 2, Sóc Trăng 2, Thừa Thiên - Huế 1, Phú Yên 1, Đắk Nông 1 | [ 51 ] |
| 17   | 16.325 +5.366 bổ sung  | 179        | An Giang 23, Bà Rịa - Vũng Tàu 15, Hà Nội 14, TPHCM 12, Tiền Giang 11, Vĩnh Long 11, Kiên Giang 11, Cần Thơ 10, Khánh Hòa 7, Tây Ninh 7, Bến Tre 5, Bạc Liêu 5, Bình Phước 4, Cà Mau 4, Trà Vinh 4, Hà Giang 3, Bình Định 3, Sóc Trăng 3, Thừa Thiên - Huế 3, Bình Dương 3, Đắk Lắk 2, Hải Phòng 2, Hòa Bình 2, Phú Yên 2, Đắk Nông 2, Long An 2, Bắc Kạn 1, Lạng Sơn 1, Quảng Ninh 1, Gia Lai 1, Phú Thọ 1, Lâm Đồng 1                                  | [ 52 ] |
| 18   | 16.763                 | 184        | Đồng Tháp 30, TPHCM 13, Hà Nội 12, Vĩnh Long 12, Kiên Giang 12, Bến Tre 11, An Giang 10, Hậu Giang 9, Cần Thơ 9, Bình Dương 8, Sóc Trăng 7, Tiền Giang 7, Bình Phước 6, Đồng Nai 5, Khánh Hòa 4, Tây Ninh 4, Bình Thuận 4, Bạc Liêu 4, Lâm Đồng 3, Trà Vinh 3, Hải Dương 2, Đà Nẵng 2, Bắc Ninh 2, Ninh Bình 1, Cao Bằng 1, Quảng Trị 1, Quảng Ngãi 1, Cà Mau 1                                                                                          | [ 53 ] |
| 19   | 15.936                 | 142        | Đồng Tháp 16, Kiên Giang 12, Vĩnh Long 11, Bến Tre 10, TPHCM 9, Bà Rịa - Vũng Tàu 9, Sóc Trăng 8, An Giang 8, Tiền Giang 7, Tây Ninh 6, Cần Thơ 5, Hà Nội 4, Khánh Hòa 4, Long An 4, Bình Phước 3, Lâm Đồng 2, Hậu Giang 2, Bạc Liêu 2, Hải Phòng 2, Hòa Bình 2, Thừa Thiên - Huế 2, Bắc Ninh 1, Quảng Nam 1, Bình Định 1, Đắk Lắk 1, Nam Định 1, Lào Cai 1, Nghệ An 1, Ninh Thuận 1, Bình Thuận 1                                                       | [ 54 ] |
| 20   | 16.637                 | 152        | TPHCM 13, Đồng Tháp 12, Vĩnh Long 12, Kiên Giang 12, Sóc Trăng 9, Tiền Giang 9, Hậu Giang 9, Tây Ninh 6, An Giang 6, Bến Tre 6, Bình Dương 5, Long An 5, Cần Thơ 5, Bạc Liêu 5, Bình Phước 4, Đồng Nai 4, Bà Rịa - Vũng Tàu 4, Bình Thuận 3, Bắc Ninh 3, Hà Giang 3, Bình Định 3, Khánh Hòa 2, Cà Mau 2, Điện Biên 1, Nghệ An 1, Đà Nẵng 1, Phú Yên 1, Đắk Lắk 1, Lâm Đồng 1                                                                             | [ 55 ] |
| 21   | 15.901                 | 177        | Hà Nội 33, Đồng Nai 21, TPHCM 8, Sóc Trăng 14, Vĩnh Long 13, Đồng Tháp 9, Kiên Giang 8, Cần Thơ 8, Thừa Thiên - Huế 7, An Giang 7, Tiền Giang 7, Hải Phòng 6, Bến Tre 4, Hậu Giang 4, Bình Phước 3, Tây Ninh 3, Bình Dương 3, Bạc Liêu 3, Cà Mau 3, Bình Định 2, Lâm Đồng 2, Ninh Bình 2, Bắc Ninh 1, Quảng Ninh 1, Trà Vinh 1, Hải Dương 1, Hà Giang 1, Đà Nẵng 1, Bình Thuận 1                                                                         | [ 56 ] |
| 22   | 15.658                 | 153        | Hà Nội 16, Vĩnh Long 12, Tiền Giang 11, Đồng Nai 10, TPHCM 10, Đồng Tháp 9, Thừa Thiên - Huế 8, Sóc Trăng 8, Cần Thơ 7, Trà Vinh 6, Kiên Giang 6, An Giang 5, Hậu Giang 5, Tây Ninh 4, Bạc Liêu 4, Cà Mau 4, Khánh Hòa 4, Bình Phước 3, Bến Tre 3, Bắc Ninh 2, Nam Định 2, Lâm Đồng 2, Bình Thuận 2, Quảng Nam 2, Bình Định 2, Bắc Kạn 1, Phú Thọ 1, Ninh Thuận 1, Thanh Hóa 1, Đà Nẵng 1, Bình Dương 1                                                  | [ 57 ] |
| 23   | 14.934                 | 123        | Hà Nội 16, Đồng Tháp 10, Sóc Trăng 9, Cần Thơ 8, Tiền Giang 7, Vĩnh Long 7, TPHCM 6, Bình Phước 6, Cà Mau 6, Hải Phòng 5, Tây Ninh 5, Bến Tre 5, Bình Dương 4, Bạc Liêu 4, Ninh Bình 3, Trà Vinh 3, Đà Nẵng 3, Bình Thuận 3, Kiên Giang 3, Khánh Hòa 2, Lâm Đồng 2, Hải Dương 1, Lạng Sơn 1, Thái Nguyên 1, Hòa Bình 1, Quảng Nam 1, Gia Lai 1 | [ 58 ] |
| 24   | 14.307                 | 165        | Bà Rịa - Vũng Tàu 21, Đồng Nai 20, Vĩnh Long 11, Kiên Giang 11, An Giang 10, Hậu Giang 10, Tiền Giang 9, Cần Thơ 9, Bình Định 7, Đồng Tháp 7, TPHCM 6, Tây Ninh 6, Trà Vinh 4, Bình Thuận 4, Bắc Ninh 3, Bình Dương 3, Sóc Trăng 3, Hà Giang 2, Quảng Nam 2, Đà Nẵng 2, Bạc Liêu 2, Cà Mau 2, Hà Nam 1, Ninh Bình 1, Thừa Thiên - Huế 1, Hải Dương 1, Lạng Sơn 1, Thái Nguyên 1, Phú Yên 1, Đắk Nông 1, Lâm Đồng 1, Bình Phước 1, Bến Tre 1              | [ 59 ] |
| 25   | 15.699                 | 126        | Hà Nội 18, Bà Rịa - Vũng Tàu 9, Tiền Giang 9, Vĩnh Long 9, Cần Thơ 8, Hải Phòng 7, Đồng Tháp 6, Thừa Thiên - Huế 6, TPHCM 5, Đà Nẵng 4, Bình Dương 4, An Giang 4, Kiên Giang 4, Ninh Bình 3, Bình Định 7, Trà Vinh 3, Hòa Bình 3, Bình Phước 3, Hậu Giang 3, Cà Mau 3, Đắk Lắk 2, Bắc Ninh 2, Tây Ninh 2, Lào Cai 1, Bắc Kạn 1, Hà Nam 1, Nam Định 1, Bến Tre 1                                                                                          | [ 60 ] |
| 26   | 15.885                 | 155        | Hà Nội 19, Đồng Nai 11, Vĩnh Long 9, TPHCM 8, Khánh Hòa 7, Bà Rịa - Vũng Tàu 7, Kiên Giang 7, Cần Thơ 7, Bắc Ninh 6, Đồng Tháp 6, An Giang 6, Bến Tre 6, Bạc Liêu 5, Sóc Trăng 5, Thừa Thiên - Huế 5, Đà Nẵng 5, Quảng Ngãi 4, Bình Thuận 4, Hậu Giang 4, Trà Vinh 3, Tiền Giang 3, Lạng Sơn 2, Bình Định 2, Hà Giang 2, Đắk Lắk 2, Tây Ninh 2, Cà Mau 2, Hải Dương 1, Ninh Bình 1, Đắk Nông 1                                                           | [ 61 ] |
| 27   | 15.672                 | 126        | Hà Nội 31, TPHCM 11, Vĩnh Long 11, Sóc Trăng 6, Đồng Tháp 6, An Giang 6, Hải Phòng 5, Bắc Ninh 4, Bình Thuận 4, Tiền Giang 4, Kiên Giang 4, Khánh Hòa 3, Bình Dương 3, Cần Thơ 3, Cà Mau 3, Hải Dương 2, Thái Nguyên 2, Đà Nẵng 2, Bình Phước 2, Tây Ninh 2, Bạc Liêu 2, Quảng Ninh 1, Bình Định 1, Nam Định 1, Ninh Bình 1, Đắk Lắk 1, Bến Tre 1 | [ 62 ] |
| 28   | 14.892                 | 141        | Hà Nội 23, Bà Rịa - Vũng Tàu 16, TPHCM 9, Vĩnh Long 9, Bình Thuận 8, Đồng Nai 7, Cần Thơ 7, Sóc Trăng 6, Hòa Bình 5, Bình Định 5, Đồng Tháp 5, Trà Vinh 4, Tiền Giang 4, Bến Tre 4, Bạc Liêu 4, Thanh Hóa 3, Đà Nẵng 3, Hà Giang 2, Tây Ninh 2, Bình Dương 2, Hậu Giang 2, Quảng Trị 1, Thừa Thiên - Huế 1, Hải Dương 1, Nam Định 1, Ninh Bình 1, Tuyên Quang 1, Yên Bái 1, Phu Yên 1, Bình Phước 1, Long An 1, Cà Mau 1                                 | [ 63 ] |
| 29   | 15.100                 | 115        | Hà Nội 27, Kiên Giang 11, Cần Thơ 8, Tiền Giang 7, Đồng Tháp 6, TPHCM 5, Bà Rịa - Vũng Tàu 5, Hải Phòng 4, An Giang 4, Sóc Trăng 4, Bắc Ninh 4, Khánh Hòa 3, Đà Nẵng 3, Nam Định 2, Bình Thuận 2, Long An 2, Bến Tre 2, Trà Vinh 2, Lào Cai 2, Gia Lai 1, Đắk Lắk 1, Đắk Nông 1, Hải Dương 1, Hà Giang 1, Yên Bái 1, Lâm Đồng 1, Bình Phước 1, Vĩnh Long 1, Hậu Giang 1, Bạc Liêu 1, Cà Mau 1                                                            | [ 64 ] |
| 30   | 13.656 +16.072 bổ sung | 121        | Hà Nội 22, Đồng Nai 12, Bà Rịa - Vũng Tàu 8, Tiền Giang 8, Kiên Giang 7, Vĩnh Long 6, TPHCM 5, Đồng Tháp 5, Hải Phòng 5, Bến Tre 4, Bạc Liêu 3, Bắc Ninh 3, Bình Dương 3, Đà Nẵng 3, Hậu Giang 3, An Giang 2, Bình Phước 2, Nam Định 2, Sóc Trăng 2, Bình Định 1, Cà Mau 1, Đắk Lắk 1, Hà Giang 1, Hà Nam 1, Hải Dương 1, Lào Cai 1, Ninh Bình 1, Phú Thọ 1, Quảng Trị 1, Thừa Thiên - Huế 1, Yên Bái 1                                                  | [ 65 ] |
| 31   | 12.637                 | 109        | Hà Nội 20, Vĩnh Long 8, Hậu Giang 6, Kiên Giang 6, Tây Ninh 6, Đồng Tháp 5, Bình Định 4, Bình Dương 4, Hải Phòng 4, Sóc Trăng 4, TPHCM 4, Bình Thuận 3, Cà Mau 3, Đắk Nông 3, Lâm Đồng 3, Bà Rịa - Vũng Tàu 2, Bình Phước 2, Đà Nẵng 2, Đồng Nai 2, Khánh Hòa 2, Thái Bình 2, Thừa Thiên - Huế 2, An Giang 1, Hải Dương 1, Lạng Sơn 1, Long An 1, Nam Định 1, Ninh Bình 1, Quảng Bình 1, Quảng Ngãi 1, Quảng Ninh 1, Tiền Giang 1, Trà Vinh 1, Yên Bái 1 | [ 66 ] |

### Tháng 2
- Ngày 5 tháng 2, Chính phủ Việt Nam đồng ý mua 21,9 triệu liều vắc xin Pfizer cho trẻ từ 5 đến dưới 12 tuổi.[67]
- Ngày 7 tháng 2, học sinh ở nhiều tỉnh thành trở lại trường học.[68][69]
- Từ ngày 8 tháng 2, 118/121 tuyến xe buýt Hà Nội được khai thác 100% công suất, không thực hiện giãn cách chỗ ngồi trên xe.[70]
- Từ 15 tháng 2, Việt Nam dỡ bỏ hạn chế về tần suất khai thác với các chuyến bay quốc tế.[71]
- Ngày 17 tháng 2, Cục trưởng Cục Quản lý Dược (Bộ Y tế) ký quyết định ban hành danh mục 3 loại thuốc chứa Molnupiravir sản xuất trong nước được cấp giấy đăng ký lưu hành tại Việt Nam.[72]
- Ngày 23 tháng 2, Tổ chức Y tế Thế giới thông báo Việt Nam là một trong các quốc gia được nhận chuyển giao công nghệ sản xuất vaccine mRNA.[73]
- Ngày 24 tháng 2, Việt Nam vượt 3 triệu ca mắc COVID-19.[74]
- Vào cuối tháng 2, biến chủng Omicron được cho là chiếm ưu thế trong cộng đồng ở TPHCM.[75]
- Ngày 28 tháng 2, tăng hạn sử dụng vắc-xin COVID-19 Abdala của Cuba từ 6 tháng lên 9 tháng ở điều kiện bảo quản 2-8 độ C.[76]

| Ngày | Ca trong nước          | Ca tử vong | Chi tiết ca tử vong | Ct      |
| ---- | ---------------------- | ---------- | --- | ------- |
| 1    | 11.011                 | 0          | | [ 77 ]  |
| 2    | 8.722                  | 0          | | [ 78 ]  |
| 3    | 8.575                  | 286        | Từ 17h30 ngày 31/01 đến 17h30 ngày 03/01: Hà Nội 55, Vĩnh Long 21, Bà Rịa - Vũng Tàu 18, Bắc Ninh 14, Bến Tre 14, Đồng Nai 13, Bình Định 12, TPHCM 10, Bình Dương 9, Bình Phước 9, Khánh Hòa 9, Kiên Giang 7, Thừa Thiên - Huế 7, Đồng Tháp 6, An Giang 5, Hậu Giang 5, Bạc Liêu 4, Bình Thuận 4, Cần Thơ 4, Hải Phòng 4, Lâm Đồng 4, Nghệ An 4, Ninh Bình 4, Quảng Ngãi 4, Sóc Trăng 4, Tây Ninh 4, Tiền Giang 4, Cà Mau 3, Đà Nẵng 3, Gia Lai 3, Cao Bằng 2, Hải Dương 2, Hòa Bình 2, Lạng Sơn 2, Phú Yên 2, Thanh Hóa 2, Bắc Kạn 1, Đắk Nông 1, Hà Giang 1, Quảng Bình 1, Quảng Nam 1, Thái Nguyên 1, Yên Bái 1 | [ 79 ]  |
| 4    | 11.586                 | 84         | TPHCM 5, Hải Phòng 5, Thanh Hóa 5, Thừa Thiên - Huế 5, Vĩnh Long 5, Bình Định 4, Khánh Hòa 4, Kiên Giang 4, Bạc Liêu 3, Bắc Ninh 3, Bến Tre 3, Đồng Nai 3, Đồng Tháp 3, Hậu Giang 3, Hòa Bình 3, Quảng Ngãi 3, Tây Ninh 3, An Giang 2, Bà Rịa - Vũng Tàu 2, Bình Dương 2, Cần Thơ 2, Đà Nẵng 2, Tiền Giang 2, Cà Mau 1, Gia Lai 1, Hải Dương 1, Long An 1, Nghệ An 1, Quảng Nam 1, Sóc Trăng 1, Trà Vinh 1 | [ 80 ]  |
| 5    | 12.160                 | 114        | Hà Nội 39, Bắc Ninh 6, TPHCM 6, Vĩnh Long 6, Bà Rịa - Vũng Tàu 5, An Giang 4, Đà Nẵng 4, Đồng Tháp 4, Kiên Giang 4, Lâm Đồng 4, Quảng Ngãi 4, Bình Định 3, Hậu Giang 3, Sóc Trăng 3, Tiền Giang 3, Đồng Nai 2, Nam Định 2, Bến Tre 1, Bình Dương 1, Cần Thơ 1, Đắk Lắk 1, Nghệ An 1, Ninh Bình 1, Phú Yên 1, Quảng Nam 1, Thái Bình 1, Tuyên Quang 1 | [ 81 ]  |
| 6    | 14.105                 | 63         | Bến Tre 7, Bà Rịa - Vũng Tàu 6, Vĩnh Long 5, Bắc Ninh 4, Đà Nẵng 4, TPHCM 4, Thừa Thiên - Huế 3, Bạc Liêu 2, Đồng Tháp 2, Hải Dương 2, Hòa Bình 2, Ninh Bình 2, Sóc Trăng 2, An Giang 1, Bình Định 1, Bình Phước 1, Bình Thuận 1, Cần Thơ 1, Đồng Nai 1, Hà Giang 1, Hà Nam 1, Hải Phòng 1, Hậu Giang 1, Kiên Giang 1, Lạng Sơn 1, Phú Thọ 1, Quảng Ngãi 1, Quảng Trị 1, Thái Bình 1, Thanh Hóa 1, Tiền Giang 1 | [ 82 ]  |
| 7    | 16.809                 | 100        | Hà Nội 19, Bà Rịa - Vũng Tàu 9, Thừa Thiên - Huế 8, Kiên Giang 5, Bắc Ninh 4, Đà Nẵng 4, Hải Phòng 4, Trà Vinh 4, Vĩnh Long 4, Bạc Liêu 3, Bình Định 3, Bình Thuận 3, Cần Thơ 3, Bến Tre 2, Bình Dương 2, Đồng Nai 2, Tây Ninh 2, TPHCM 2, An Giang 1, Đắk Lắk 1, Đồng Tháp 1, Hậu Giang 1, Lạng Sơn 1, Long An 1, Nghệ An 1, Quảng Ngãi 1, Sóc Trăng 1, Thái Nguyên 1, Thanh Hóa 1 | [ 83 ]  |
| 8    | 21.901                 | 97         | Hà Nội 19, Bình Định 8, Đồng Nai 8, Thừa Thiên - Huế 7, Bình Phước 5, Hải Phòng 5, Quảng Ngãi 5, Bến Tre 4, Đồng Tháp 4, TPHCM 3, Bình Thuận 3, Cần Thơ 3, Đà Nẵng 3, Hậu Giang 2, Khánh Hòa 2, Ninh Bình 2, Vĩnh Phúc 2, An Giang 1, Bà Rịa - Vũng Tàu 1, Bạc Liêu 1, Bắc Ninh 1, Đắk Lắk 1, Hải Dương 1, Kiên Giang 1, Lâm Đồng 1, Lào Cai 1, Quảng Nam 1, Sóc Trăng 1, Thái Bình 1 | [ 84 ]  |
| 9    | 23.953                 | 93         | Hà Nội 17, Cần Thơ 6, Hải Phòng 5, Bến Tre 4, Kiên Giang 4, Quảng Nam 4, Vĩnh Long 4, TPHCM 3, Bà Rịa - Vũng Tàu 3, Đà Nẵng 3, Đồng Tháp 3, Nam Định 3, Bình Phước 2, Bình Thuận 2, Đồng Nai 2, Gia Lai 2, Hải Dương 2, Hòa Bình 2, Lâm Đồng 2, Quảng Bình 2, Tuyên Quang 2, Bắc Kạn 1, Bạc Liêu 1, Bắc Ninh 1, Hà Giang 1, Hậu Giang 1, Lạng Sơn 1, Long An 1, Nghệ An 1, Phú Thọ 1, Quảng Ninh 1, Quảng Trị 1, Tây Ninh 1, Thanh Hóa 1, Tiền Giang 1, Vĩnh Phúc 1 | [ 85 ]  |
| 10   | 26.023                 | 74         | Hà Nội 16, Hải Phòng 5, TPHCM 4, Đà Nẵng 4, Hải Dương 4, Quảng Nam 4, Thừa Thiên - Huế 4, Bình Định 3, Cần Thơ 3, Đồng Tháp 3, Vĩnh Long 3, Đắk Lắk 2, Đồng Nai 2, Hậu Giang 2, Lâm Đồng 2, Nghệ An 2, Quảng Ngãi 2, Quảng Ninh 2, Bắc Ninh 1, Bình Thuận 1, Cao Bằng 1, Đắk Nông 1, Hà Giang 1, Hà Nam 1, Khánh Hòa 1, Long An 1, Ninh Bình 1, Sóc Trăng 1, Thái Nguyên 1, Tiền Giang 1 | [ 86 ]  |
| 11   | 26.471                 | 96         | Hà Nội 14, Kiên Giang 10, Bình Định 6, Hòa Bình 5, Vĩnh Long 5, Bà Rịa - Vũng Tàu 4, Cần Thơ 4, TPHCM 3, Đồng Nai 3, Đồng Tháp 3, Nghệ An 3, Quảng Ngãi 3, Thái Nguyên 3, Vĩnh Phúc 3, Bến Tre 2, Đà Nẵng 2, Gia Lai 2, Hải Phòng 2, Hậu Giang 2, Lạng Sơn 2, Phú Yên 2, Quảng Nam 2, Sóc Trăng 2, Bình Thuận 1, Cao Bằng 1, Đắk Lắk 1, Lâm Đồng 1, Phú Thọ 1, Quảng Bình 1, Hải Dương 4, Tây Ninh 1, Thanh Hóa 1, Thừa Thiên - Huế 1 | [ 87 ]  |
| 12   | 27.302                 | 78         | Hà Nội 18, Đồng Nai 7, Bến Tre 5, Bắc Ninh 4, Đà Nẵng 4, Vĩnh Long 4, TPHCM 3, Cần Thơ 3, Hải Phòng 3, Quảng Nam 3, Tây Ninh 3, Bình Định 3, Đồng Tháp 2, Lâm Đồng 2, Nam Định 2, Nghệ An 2, Quảng Ngãi 2, Thái Nguyên 2, Bình Dương 1, Bình Thuận 1, Hà Giang 1, Hậu Giang 1, Lạng Sơn 1, Ninh Bình 1, Sóc Trăng 1 | [ 88 ]  |
| 13   | 26.372                 | 84         | Hà Nội 14, Đồng Nai 7, Đà Nẵng 6, Hải Phòng 6, Kiên Giang 6, An Giang 4, Bình Định 4, Vĩnh Long 4, TPHCM 3, Bà Rịa - Vũng Tàu 3, Bạc Liêu 3, Bắc Ninh 3, Bình Thuận 3, Hậu Giang 2, Phú Yên 2, Bến Tre 1, Cần Thơ 1, Đắk Nông 1, Đồng Tháp 1, Lâm Đồng 1, Lạng Sơn 1, Lào Cai 1, Long An 1, Phú Thọ 1, Quảng Bình 1, Quảng Nam 1, Thái Nguyên 1, Trà Vinh 1, Tuyên Quang 1 | [ 89 ]  |
| 14   | 29.403                 | 91         | Hà Nội 19, Đà Nẵng 11, Kiên Giang 8, Đồng Nai 7, Nam Định 7, Hải Dương 5, Vĩnh Long 5, Trà Vinh 3, An Giang 2, Đồng Tháp 2, Hòa Bình 2, Sóc Trăng 2, Thanh Hóa 2, Bắc Giang 1, Bắc Ninh 1, Bình Định 1, Bình Dương 1, Bình Phước 1, Bình Thuận 1, Đắk Nông 1, Hà Giang 1, Khánh Hòa 1, Nghệ An 1, Ninh Bình 1, Quảng Bình 1, Quảng Nam 1, Tây Ninh 1, Thái Nguyên 1 | [ 90 ]  |
| 15   | 31.787                 | 85         | Hà Nội 11, Khánh Hòa 9, Quảng Ngãi 6, Bình Định 5, Đà Nẵng 5, Kiên Giang 5, Quảng Nam 4, Bắc Ninh 3, Nam Định 3, Nghệ An 3, Tây Ninh 3, Vĩnh Long 3, Bà Rịa - Vũng Tàu 2, Bình Thuận 2, Đồng Tháp 2, Hà Nam 2, Lạng Sơn 2, Bạc Liêu 1, Cần Thơ 1, Cao Bằng 1, Đắk Nông 1, Hải Phòng 1, Long An 1, Ninh Bình 1, Phú Yên 1, Quảng Ninh 1, Thái Bình 1, Thái Nguyên 1 | [ 91 ]  |
| 16   | 34.723                 | 66         | Hà Nội 15, Thanh Hóa 10, Đà Nẵng 5, Quảng Nam 4, Vĩnh Long 4, Bình Thuận 3, TPHCM 2, Bắc Giang 2, Bình Định 2, Đồng Tháp 2, Hòa Bình 2, Lạng Sơn 2, Bà Rịa - Vũng Tàu 1, Bắc Ninh 1, Cà Mau 1, Đồng Nai 1, Gia Lai 1, Ninh Bình 1, Phú Thọ 1, Phú Yên 1, Quảng Bình 1, Quảng Ngãi 1, Tây Ninh 1, Thái Nguyên 1, Yên Bái 1 | [ 92 ]  |
| 17   | 36.190                 | 90         | Hà Nội 19, Đà Nẵng 8, Nam Định 7, Kiên Giang 6, Bình Thuận 5, TPHCM 4, Bình Phước 3, Bà Rịa - Vũng Tàu 2, Bắc Ninh 2, Đồng Nai 2, Đồng Tháp 2, Hải Dương 2, Hải Phòng 2, Khánh Hòa 2, Lạng Sơn 2, Ninh Bình 2, Quảng Nam 2, Quảng Ngãi 2, Sóc Trăng 2, Bắc Giang 1, Bến Tre 1, Bình Định 1, Bình Dương 2, Cần Thơ 1, Đắk Lắk 1, Đắk Nông 2, Hà Nam 1, Hậu Giang 1, Phú Yên 1, Quảng Trị 1, Thái Bình 1, Thái Nguyên 1, Tiền Giang 1 | [ 93 ]  |
| 18   | 42.427                 | 80         | Hà Nội 12, Đà Nẵng 8, Kiên Giang 7, TPHCM 5, Quảng Ngãi 5, Bình Định 4, Quảng Nam 4, Nghệ An 3, Bạc Liêu 2, Bình Thuận 2, Hải Phòng 2, Lạng Sơn 2, Long An 2, Nam Định 2, Phú Thọ 2, Phú Yên 2, Thái Nguyên 2, An Giang 1, Bình Phước 1, Cần Thơ 1, Đồng Nai 1, Hà Giang 1, Hà Nam 1, Ninh Bình 1, Ninh Thuận 1, Quảng Bình 1, Quảng Trị 1, Sóc Trăng 1, Thái Bình 1, Thừa Thiên - Huế 1, Trà Vinh 1 | [ 94 ]  |
| 19   | 41.968 +12.850 bổ sung | 65         | Đà Nẵng 9, Hà Nội 5, Hòa Bình 4, Kiên Giang 4, Thanh Hóa 4, Gia Lai 3, Hải Phòng 3, Lạng Sơn 3, TPHCM 2, Bắc Giang 2, Cần Thơ 2, Cao Bằng 2, Đồng Nai 2, Hà Nam 2, Nam Định 2, Phú Thọ 2, Phú Yên 2, An Giang 1, Bắc Ninh 1, Bình Phước 1, Lào Cai 1, Quảng Trị 1, Sóc Trăng 1, Thái Nguyên 1, Thừa Thiên - Huế 1, Vĩnh Long 1 | [ 95 ]  |
| 20   | 47.192                 | 78         | Đà Nẵng 7, Nghệ An 7, Kiên Giang 5, Ninh Bình 5, Bình Định 4, Quảng Bình 4, Bạc Liêu 3, Lâm Đồng 3, Hải Phòng 3, Phú Yên 3, Quảng Ngãi 3, Cà Mau 2, Cần Thơ 2, Đăk Lăk 2, Điện Biên 2, Hải Dương 2, Hòa Bình 2, Sóc Trăng 2, Thái Nguyên 2, Gia Lai 2, Bà Rịa - Vũng Tàu 1, Bắc Ninh 1, Bình Phước 1, Bình Thuận 1, Cao Bằng 1, Đồng Tháp 1, Hà Giang 1, Khánh Hòa 1, Long An 1, Nam Định 1, Phú Thọ 1, Thanh Hóa 1, Trà Vinh 1 | [ 96 ]  |
| 21   | 46.861                 | 104        | Hà Nội 35, An Giang 5, Kiên Giang 4, Quảng Bình 4, Quảng Nam 4, Vĩnh Long 4, Bình Định 3, Đà Nẵng 3, Đăk Lăk 3, Hải Dương 3, Lâm Đồng 3, Nam Định 3, Thái Nguyên 3, Đắk Nông 2, Đồng Nai 2, Đồng Tháp 2, Hà Nam 2, Hải Phòng 2, Ninh Bình 2, Sóc Trăng 2, Trà Vinh 2, Bà Rịa - Vũng Tàu 1, Bình Thuận 1, Cao Bằng 1, Hà Giang 1, Khánh Hòa 1, Lào Cai 1, Phú Thọ 1, Phú Yên 1, Quảng Ngãi 1 | [ 97 ]  |
| 22   | 55.871                 | 77         | Hà Nội 17, Thanh Hóa 8, Nghệ An 6, Bình Định 4, Kiên Giang 4, Phú Yên 4, Đà Nẵng 3, Đắk Lắk 3, Hòa Bình 3, Vĩnh Long 3, Bình Phước 2, Hải Phòng 2, Khánh Hòa 2, Lâm Đồng 2, Nam Định 2, Sóc Trăng 2, Bến Tre 1, Bình Thuận 1, Cần Thơ 1, Cao Bằng 1, Đồng Tháp 1, Gia Lai 1, Ninh Bình 2, Quảng Ngãi 1, Thái Bình 1, TPHCM 1 | [ 98 ]  |
| 23   | 60.338 +21.771 bổ sung | 91         | Hà Nội 11, Bình Định 7, Hải Dương 6, Quảng Nam 6, Đà Nẵng 4, Hòa Bình 4, Kiên Giang 4, TPHCM 3, Hải Phòng 3, Lạng Sơn 3, Nam Định 3, Ninh Bình 3, Phú Yên 3, Bắc Ninh 2, Bình Dương 2, Cà Mau 2, Hà Giang 2, Lâm Đồng 2, Nghệ An 2, Sóc Trăng 2, Thái Bình 2, Thanh Hóa 2, An Giang 1, Bà Rịa - Vũng Tàu 1, Bắc Kạn 1, Bạc Liêu 1, Bình Phước 1, Cần Thơ 1, Đồng Nai 1, Đồng Tháp 1, Hà Tĩnh 1, Khánh Hòa 1, Quảng Ngãi 1, Quảng Trị 1, Thừa Thiên - Huế 1 | [ 99 ]  |
| 24   | 69.119                 | 111        | Hà Nội 26, Đà Nẵng 8, Thái Nguyên 7, Nghệ An 5, Quảng Ngãi 5, Bắc Giang 3, Bình Định 3, Kiên Giang 3, Nam Định 3, Quảng Bình 3, Bạc Liêu 2, Bình Phước 2, Cao Bằng 2, Đắk Nông 2, Điện Biên 2, Đồng Nai 2, Hà Nam 2, Hải Phòng 2, Hòa Bình 2, Lào Cai 2, Phú Thọ 2, Quảng Ninh 2, Trà Vinh 2, Tuyên Quang 2, Bà Rịa - Vũng Tàu 1, Bắc Ninh 1, Bến Tre 1, Bình Dương 1, Cà Mau 1, Đồng Tháp 1, Gia Lai 1, Khánh Hòa 1, Lâm Đồng 1, Lạng Sơn 1, Long An 1, Vĩnh Long 1 | [ 100 ] |
| 25   | 78.774                 | 78         | Hà Nội 20, Đà Nẵng 7, Hải Phòng 3, Hòa Bình 3, Nghệ An 3, Phú Thọ 3, Thanh Hóa 3, Bạc Liêu 2, Bình Định 2, Bình Phước 2, Cao Bằng 2, Đắk Lắk 2, Hải Dương 2, Kiên Giang 2, Lạng Sơn 2, Ninh Bình 2, Quảng Bình 2, Thái Bình 2, Bình Thuận 1, Cần Thơ 1, Đồng Nai 1, Đồng Tháp 1, Hà Nam 1, Hậu Giang 1, Lâm Đồng 1, Long An 1, Phú Yên, Quảng Nam 1, Quảng Ninh 1, Quảng Trị 1, Thái Nguyên 1, TPHCM 1 | [ 101 ] |
| 26   | 77.970 +20.894 bổ sung | 91         | Hà Nội 24, Đà Nẵng 5, Nam Định 5, Trà Vinh 5, Bình Định 4, Hà Giang 4, Hải Phòng 4, Hải Dương 3, Phú Thọ 3, Quảng Nam 3, Quảng Ngãi 3, Vĩnh Long 3, An Giang 2, Đồng Nai 2, Hòa Bình 2, Thái Nguyên 2, Thừa Thiên - Huế 2, Bạc Liêu 1, Cần Thơ 1, Đồng Tháp 1, Hà Tĩnh 1, Ninh Bình 1, Phú Yên 1, Quảng Ninh 1, Quảng Trị 1 | [ 102 ] |
| 27   | 86.966 +14.838 bổ sung | 94         | Hà Nội 17, Nam Định 7, Bắc Giang 5, Bình Định 5, Thanh Hóa 5, Ninh Bình 4, Quảng Bình 4, Bạc Liêu 3, Bình Thuận 3, Đà Nẵng 3, Kiên Giang 3, Lào Cai 3, Phú Thọ 3, Quảng Ninh 3, Thái Nguyên 3, TP. Hồ Chí Minh 2, Bà Rịa - Vũng Tàu 2, Bắc Ninh 2, Gia Lai 2, Lâm Đồng 2, Quảng Ngãi 2, Bình Dương 1, Cà Mau 1, Đắk Nông 1, Đồng Tháp 1, Hà Tĩnh 1, Hải Dương 1, Hòa Bình 1, Quảng Trị 1, Tây Ninh 1, Trà Vinh 1 | [ 103 ] |
| 28   | 94.376 +28.095 bổ sung | 108        | Hà Nội 21, Đà Nẵng 10, Quảng Nam 5, Quảng Ngãi 5, Thanh Hóa 5, Vĩnh Phúc 5, Bắc Giang 4, Hà Nam 4, Hòa Bình 4, Kiên Giang 4, Nam Định 4, Nghệ An 4, Quảng Ninh 4, Bình Phước 3, Phú Thọ 3, Đắk Lắk 2, Đồng Nai 2, Hải Phòng 2, Ninh Bình 2, TP. Hồ Chí Minh 2, An Giang 1, Bà Rịa - Vũng Tàu 1, Bạc Liêu 1, Bắc Ninh 1, Bến Tre 1, Cần Thơ 1, Cao Bằng 1, Đồng Tháp 1, Khanh Hòa 1, Phú Yên 1, Tây Ninh 1, Thái Bình 1, Tuyên Quang 1 | [ 104 ] |

### Tháng 3
- Ngày 1 tháng 3, Bộ Y tế phê duyệt vắc-xin COVID-19 của Pfizer–BioNTech cho trẻ từ 5-11 tuổi.[105]
- Ngày 3 tháng 3, Cục Quản lý đồng ý cập nhật hạn dùng của vắc-xin COVID-19 Moderna từ 7 tháng lên 9 tháng ở điều kiện bảo quản -25 độ C đến -15 độ C.[106] Cùng ngày, Thứ trưởng Bộ Y tế Đỗ Xuân Tuyên khuyến cáo người dân không tích trữ kit xét nghiệm COVID-19 và nên xét nghiệm nhanh theo mẫu gộp gia đình do giá kit xét nghiệm tăng cao.[107][108]
- Ngày 4 tháng 3, Việt Nam vượt 4 triệu ca mắc COVID-19.[109]
- Ngày 9 tháng 3, Việt Nam vượt 5 triệu ca mắc COVID-19.[110]
- Ngày 10 tháng 3, Cục Quản lý dược, Bộ Y tế chấp thuận nhập khẩu thuốc kháng thể đơn dòng Evusheld, dùng để phòng COVID-19 cho những người không thể tiêm vắc-xin.[111]
- Ngày 13 tháng 3, Việt Nam vượt 6 triệu ca mắc COVID-19.[112]
- Ngày 14 tháng 3, Bộ Y tế ban hành Hướng dẫn quản lý tại nhà đối với người mắc COVID-19. Một ngày sau Bộ Y tế đính chính hướng dẫn, yêu cầu người mắc COVID-19 cần hạn chế tối đa ra khỏi phòng cách ly, nhưng không được ra khỏi nhà.[113]
- Từ ngày 15 tháng 3, Việt Nam mở cửa đón khách quốc tế.[114][115]
- Ngày 17 tháng 3, Việt Nam vượt 7 triệu ca mắc COVID-19.[116]
- Ngày 21 tháng 3, Việt Nam vượt 8 triệu ca mắc COVID-19.[117]
- Ngày 27 tháng 3, Việt Nam vượt 9 triệu ca mắc COVID-19.[118]

| Ngày | Ca trong nước            | Ca tử vong | Chi tiết ca tử vong | Ct      |
| ---- | ------------------------ | ---------- | --- | ------- |
| 1    | 98.743 +15.382 bổ sung   | 86         | Hà Nội 20, Thái Nguyên 6, Đà Nẵng 5, Hải Dương 5, Ninh Bình 5, Bình Định 4, Bình Thuận 3, Hà Nam 3, Hà Tĩnh 3, Hòa Bình 3, Bà Rịa - Vũng Tàu 2, Bắc Ninh 2, Cao Bằng 2, Gia Lai 2, Kiên Giang 2, Lâm Đồng 2, Nghệ An 2, Quảng Ninh 2, Thanh Hóa 2, Bạc Liêu 1, Cà Mau 1, Đắk Nông 1, Đồng Nai 1, Hà Giang 1, Lạng Sơn 1, Long An 1, Nam Định 1, Quảng Bình 1, TP. Hồ Chí Minh 1, Trà Vinh 1 | [ 119 ] |
| 2    | 110.280 +41.551 bổ sung  | 114        | Hà Nội 18, Quảng Nam 11, Nam Định 7, Đồng Nai 6, Bắc Giang 5, Đà Nẵng 5, Bình Định 4, Khánh Hòa 4, Quảng Ninh 4, Thái Nguyên 4, An Giang 3, Bà Rịa - Vũng Tàu 3, Đồng Tháp 3, Hải Phòng 3, Hòa Bình 3, Phú Yên 3, Quảng Ngãi 3, TP. Hồ Chí Minh 2, Bình Dương 2, Bình Phước 2, Hà Nam 2, Kiên Giang 2, Nghệ An 2, Ninh Bình 2, Vĩnh Long 2, Bạc Liêu 1, Bắc Ninh 2, Đắk Lắk 1, Gia Lai 1, Lâm Đồng 1, Lạng Sơn 1, Lào Cai 1, Sóc Trăng 1, Thái Bình 1                                                            | [ 120 ] |
| 3    | 118.780 +57.360 bổ sung  | 95         | Hà Nội 20, Hải Dương 7, Thanh Hóa 6, Đắk Lắk 5, Đồng Nai 5, Hà Giang 5, Đà Nẵng 4, Lâm Đồng 4, Bình Định 3, Kiên Giang 3, Quảng Ninh 3, Bình Thuận 2, Cần Thơ 2, Cao Bằng 2, Hà Nam 2, Hà Tĩnh 2, Lạng Sơn 2, Ninh Bình 2, Phú Thọ 2, TP. Hồ Chí Minh 2, Bình Phước 1, Đắk Nông 1, Đồng Tháp 1, Gia Lai 1, Hải Phòng 1, Hòa Bình 1, Lào Cai 1, Phú Yên 1, Quảng Ngãi 1, Quảng Trị 1, Thái Nguyên 1, Trà Vinh 1                                                                                                   | [ 121 ] |
| 4    | 125.568 +48.044 bổ sung  | 97         | Hà Nội 18, Nam Định 14, Quảng Nam 9, Nghệ An 6, Thái Nguyên 6, Đà Nẵng 5, Hà Giang 3, Quảng Bình 3, Bình Phước 2, Bình Thuận 2, Đắk Lắk 2, Đồng Tháp 2, Gia Lai 2, Hòa Bình 2, Kiên Giang 2, Lào Cai 2, Phú Thọ 2, Quảng Ninh 2, Tây Ninh 2, TP. Hồ Chí Minh 2, An Giang 1, Bắc Ninh 1, Bình Dương 1, Cà Mau 1, Cao Bằng 1, Đắk Nông 1, Hậu Giang 1, Ninh Bình 1, Yên Bái 1 | [ 122 ] |
| 5    | 131.780 +41.441 bổ sung  | 82         | Hà Nội 12, Quảng Ninh 8, Đà Nẵng 7, Nam Định 5, Thái Nguyên 5, Khánh Hòa 4, Nghệ An 4, Bắc Giang 3, Hải Dương 3, Hòa Bình 3, Phú Yên 3, TP. Hồ Chí Minh 2, Bến Tre 2, Kiên Giang 2, Lào Cai 2, Phú Thọ 2, Quảng Trị 2, Bạc Liêu 1, Bình Phước 1, Bình Thuận 1, Cần Thơ 1, Cao Bằng 1, Đồng Nai 1, Đồng Tháp 1, Hà Tĩnh 1, Lâm Đồng 1, Lạng Sơn 1, Ninh Bình 1, Quảng Bình 1, Thanh Hóa 1 | [ 123 ] |
| 6    | 142.136 +60.044 bổ sung  | 87         | Hà Nội 11, Đắk Lắk 7, Đà Nẵng 6, Nghệ An 5, Thái Nguyên 5, Gia Lai 4, Bình Thuận 3, Đồng Nai 3, Hải Dương 3, Quảng Bình 3, Quảng Ngãi 3, Thanh Hóa 3, Bắc Giang 2, Bắc Ninh 2, Đắk Nông 2, Hà Giang 2, Hà Nam 2, Hải Phòng 2, Lâm Đồng 2, Phú Thọ 2, Phú Yên 2, Trà Vinh 2, TP. Hồ Chí Minh 1, An Giang 1, Bình Định 1, Bình Dương 1, Đồng Tháp 1, Hòa Bình 1, Lạng Sơn 1, Nam Định 1, Ninh Bình 1, Thừa Thiên - Huế 1, Vĩnh Long 1                                                                              | [ 124 ] |
| 7    | 147.335                  | 78         | Hà Nội 15, Quảng Bình 7, Kiên Giang 6, Hà Nam 5, Đà Nẵng 4, Hải Dương 4, Nghệ An 4, Thanh Hóa 4, Bình Định 3, Hòa Bình 3, Cà Mau 2, Hà Tĩnh 2, Hải Phòng 2, Lâm Đồng 2, Thái Nguyên 2, TP. Hồ Chí Minh 2, An Giang 1, Bình Dương 1, Bình Thuận 1, Cần Thơ 1, Cao Bằng 1, Đồng Nai 1, Đồng Tháp 1, Nam Định 1, Ninh Bình 1, Sóc Trăng 1, Tây Ninh 1 | [ 125 ] |
| 8    | 162.415 +32.380 bổ sung  | 86         | Hải Dương 7, Bắc Giang 6, Bình Định 6, Đà Nẵng 4, Hà Giang 4, Hà Nội 4, Hòa Bình 4, Nam Định 4, Quảng Ninh 4, Kiên Giang 3, Ninh Bình 3, Phú Thọ 3, Phú Yên 3, Quảng Bình 3, An Giang 2, Bạc Liêu 2, Đắk Lắk 2, Gia Lai 2, Hà Tĩnh 2, TP. Hồ Chí Minh 2, Nghệ An 2, Quảng Trị 2, Thanh Hóa 2, Bà Rịa - Vũng Tàu 1, Bắc Kạn 1, Bình Phước 1, Cà Mau 1, Cao Bằng 1, Điện Biên 1, Khánh Hòa 1, Lâm Đồng 1, Lạng Sơn 1, Yên Bái 1                                                                                    | [ 126 ] |
| 9    | 164.596 +100.567 bổ sung | 109        | Thái Nguyên 10, Đồng Nai 8, Hà Nội 8, Nam Định 7, Hà Nam 6, Bắc Ninh 5, Nghệ An 5, Phú Thọ 5, Bắc Giang 4, Đà Nẵng 4, Quảng Ninh 4, Cà Mau 3, Hà Giang 3, Hải Dương 3, Kiên Giang 3, Bạc Liêu 2, Gia Lai 2, Ninh Bình 2, Quảng Ngãi 2, Quảng Trị 2, TP. Hồ Chí Minh 2, Trà Vinh 2, Bến Tre 1, Bình Dương 1, Cần Thơ 1, Điện Biên 1, Đồng Tháp 1, Hà Tĩnh 1, Hải Phòng 1, Hậu Giang 1, Hòa Bình 1, Lâm Đồng 1, Phú Yên 1, Quảng Bình 1, Thái Bình 1, Thanh Hóa 1, Tuyên Quang 1, Vĩnh Long 1, Yên Bái 1           | [ 127 ] |
| 10   | 160.661 +57.783 bổ sung  | 71         | Hà Nội 13, Bình Dương 4, Hòa Bình 4, Bình Định 3, Bình Thuận 3, Cà Mau 3, Đà Nẵng 3, Hà Nam 3, Hưng Yên 3, Khánh Hòa 3, Lạng Sơn 3, Thanh Hóa 3, Bắc Giang 2, Bình Phước 2, Gia Lai 2, Nam Định 2, Quảng Ngãi 2, Quảng Ninh 2, Thái Nguyên 2, TP. Hồ Chí Minh 2, An Giang 1, Bà Rịa - Vũng Tàu 1, Bắc Ninh 1, Hậu Giang 1, Lào Cai 1, Quảng Bình 1, Quảng Trị 1 | [ 128 ] |
| 11   | 169.090 +19.326 bổ sung  | 71         | Hà Nội 11, Phú Yên 4, Bắc Giang 3, Bình Định 3, Đồng Nai 3, Gia Lai 3, Hà Nam 3, Hải Dương 3, Quảng Bình 3, Quảng Ninh 3, Bà Rịa - Vũng Tàu 2, Bắc Ninh 2, Điện Biên 2, Hà Giang 2, Hải Phòng 2, Hòa Bình 2, Kiên Giang 2, Lào Cai 2, Nam Định 2, Ninh Bình 2, Thái Nguyên 2, TP. Hồ Chí Minh 1, Bến Tre 1, Bình Dương 1, Bình Phước 1, Đồng Tháp 1, Hà Tĩnh 1, Lạng Sơn 1, Thái Bình 1, Thanh Hóa 1, Vĩnh Long 1                                                                                                | [ 129 ] |
| 12   | 168.719 +285.493 bổ sung | 62         | Hà Nội 10, Đồng Nai 4, Quảng Ninh 4, Quảng Trị 4, Bạc Liêu 3, Nam Định 3, Nghệ An 3, Ninh Bình 3, Phú Thọ 3, Phú Yên 3, An Giang 2, Bắc Ninh 2, Bình Dương 2, Hà Giang 2, Lạng Sơn 2, Thái Nguyên 2, Bắc Giang 1, Bắc Kạn 1, Bến Tre 1, Bình Thuận 1, Cà Mau 1, Đà Nẵng 1, Điện Biên 1, Sóc Trăng 1, Tây Ninh 1, TP. Hồ Chí Minh 1 | [ 130 ] |
| 13   | 166.953 +42.533 bổ sung  | 95         | Hà Nội 12, Quảng Nam 11, Bình Định 5, Đà Nẵng 5, Quảng Ninh 5, Bắc Giang 4, Đắk Lắk 4, Nam Định 4, Phú Thọ 4, Cà Mau 3, Hải Dương 3, Kiên Giang 3, Vĩnh Long 3, An Giang 2, Bà Rịa - Vũng Tàu 2, Bến Tre 2, Cần Thơ 2, Đồng Nai 2, Hà Nam 2, Hậu Giang 2, Bạc Liêu 1, Bắc Ninh 1, Bình Dương 1, Bình Thuận 1, Đắk Nông 1, Đồng Tháp 1, Hải Phòng 1, Lào Cai 1, Ninh Bình 1, Phú Yên 1, Thái Nguyên 1, Thanh Hóa 1, Tuyên Quang 1                                                                                 | [ 131 ] |
| 14   | 161.247 +103.528 bổ sung | 92         | Hà Nội 11, Quảng Ninh 7, Bến Tre 4, Hải Dương 4, Kiên Giang 4, Phú Thọ 4, Thanh Hóa 4, Bắc Giang 3, Bạc Liêu 3, Cà Mau 3, Nam Định 3, Ninh Bình 3, TP. Hồ Chí Minh 3, Bắc Kạn 2, Đồng Nai 2, Hà Nam 2, Khánh Hòa 2, Lạng Sơn 2, Quảng Bình 2, Quảng Trị 2, Sóc Trăng 2, Thái Nguyên 2, Trà Vinh 2, An Giang 1, Bà Rịa - Vũng Tàu 1, Bắc Ninh 1, Bình Thuận 1, Cần Thơ 1, Cao Bằng 1, Đà Nẵng 1, Điện Biên 1, Gia Lai 1, Hà Tĩnh 1, Hải Phòng 1, Hậu Giang 1, Hòa Bình 1, Quảng Ngãi 1, Tây Ninh 1, Tuyên Quang 1 | [ 132 ] |
| 15   | 175.480                  | 68         | Hà Nội 10, Quảng Ninh 8, Bình Định 6, Bắc Giang 4, Bạc Liêu 4, Bến Tre 3, Bình Dương 3, TP. Hồ Chí Minh 3, Bình Thuận 2, Cà Mau 2, Đà Nẵng 2, Gia Lai 2, Kiên Giang 2, Nam Định 2, Quảng Trị 2, Bình Phước 1, Điện Biên 1, Đồng Nai 1, Hậu Giang 1, Khánh Hòa 1, Lâm Đồng 1, Lạng Sơn 1, Nghệ An 1, Ninh Bình 1, Tây Ninh 1, Thái Nguyên 1, Thanh Hóa 1, Tuyên Quang 1 | [ 133 ] |
| 16   | 180.552 +86.982 bổ sung  | 62         | Đồng Nai 5, Hà Nội 5, Nghệ An 4, Bạc Liêu 3, Đà Nẵng 3, Gia Lai 3, Kiên Giang 3, Quảng Ninh 3, TP. Hồ Chí Minh 3, Bà Rịa - Vũng Tàu 2, Bắc Giang 2, Bình Dương 2, Cần Thơ 2, Điện Biên 2, Hậu Giang 2, Quảng Bình 2, Thái Nguyên 2, Vĩnh Long 2, An Giang 1, Bắc Kạn 1, Bình Định 1, Cà Mau 1, Đắk Lắk 1, Hải Phòng 1, Lâm Đồng 1, Lào Cai 1, Ninh Bình 1, Phú Yên 1, Tây Ninh 1, Thái Bình 1 | [ 134 ] |
| 17   | 178.109 +180.853 bổ sung | 76         | Hà Nội 7, Đồng Nai 6, Nam Định 5, Gia Lai 4, Hải Dương 4, Kiên Giang 4, Phú Thọ 4, Quảng Ninh 4, Bình Thuận 3, Hòa Bình 3, Khánh Hòa 3, Lạng Sơn 3, Bà Rịa - Vũng Tàu 2, Bạc Liêu, Quảng Bình 1, Thái Nguyên 1, TP. Hồ Chí Minh 2, Trà Vinh 2, Bắc Giang 1, Bắc Kạn 1, Bình Dương 1, Cà Mau 1, Cần Thơ 1, Đà Nẵng 1, Hà Giang 1, Hà Nam 1, Lâm Đồng 1, Nghệ An 1, Ninh Bình 1, Sóc Trăng 1, Tây Ninh 1, Thái Bình 1                                                                                              | [ 135 ] |
| 18   | 163.165 +34.302 bổ sung  | 57         | Quảng Ninh 6, Hà Nội 5, Bến Tre 4, Đồng Nai 3, Kiên Giang 3, Nghệ An 3, Phú Thọ 3, Cà Mau 2, Cao Bằng 2, Đà Nẵng 2, Gia Lai 2, Hà Nam 2, Khánh Hòa 2, Lạng Sơn 2, Quảng Trị 2, An Giang 1, Bạc Liêu 1, Bình Định 1, Bình Dương 1, Bình Thuận 1, Đắk Lắk 1, Đồng Tháp 1, Hà Giang 1, Hà Tĩnh 1, Lâm Đồng 1, Lào Cai 1, Nam Định 1, Thái Nguyên 1, TP. Hồ Chí Minh 1 | [ 136 ] |
| 19   | 150.606 +274.111 bổ sung | 77         | Quảng Nam 14, Bình Thuận 4, Cao Bằng 4, Đắk Lắk 4, Bạc Liêu 3, Hà Giang 3, Khánh Hòa 3, Kiên Giang 3, Ninh Bình 3, Quảng Ninh 3, TP. Hồ Chí Minh 3, Bắc Giang 2, Bắc Kạn 2, Cần Thơ 2, Đà Nẵng 2, Hà Nam 2, Lâm Đồng 2, Lạng Sơn 2, Nam Định 2, Phú Yên 2, Thanh Hóa 2, Vĩnh Long 2, An Giang 1, Bình Định 1, Bình Phước 1, Cà Mau 1, Đồng Nai 1, Hà Tĩnh 1, Tây Ninh 1, Thái Bình 1 | [ 137 ] |
| 20   | 141.149 +25.056 bổ sung  | 63         | Gia Lai 7, Hà Nội 4, An Giang 3, Đắk Lắk 3, Đồng Nai 3, Kiên Giang 3, Phú Thọ 3, Trà Vinh 3, Bắc Giang 2, Bạc Liêu 2, Bình Dương 2, Bình Phước 2, Đồng Tháp 2, Hòa Bình 2, Lạng Sơn 2, Nam Định 2, Quảng Ninh 2, Sóc Trăng 2, TP. Hồ Chí Minh 2, Bến Tre 1, Bình Định 1, Cà Mau 1, Cần Thơ 1, Cao Bằng 1, Hà Tĩnh 1, Khánh Hòa 1, Lâm Đồng 1, Ninh Bình 1, Tây Ninh 1, Thái Nguyên 1, Vĩnh Long 1 | [ 138 ] |
| 21   | 131.709                  | 69         | Bạc Liêu 5, Đồng Nai 5, Quảng Nam 5, Quảng Ngãi 5, Bình Dương 4, An Giang 3, Hà Nội 3, Khánh Hòa 3, Phú Thọ 3, Trà Vinh 3, Bắc Giang 2, Cà Mau 2, Hòa Bình 2, Lâm Đồng 2, Phú Yên 2, Tây Ninh 2, TP. Hồ Chí Minh 2, Bà Rịa - Vũng Tàu 1, Bình Phước 1, Bình Thuận 1, Cần Thơ 1, Đà Nẵng 1, Đồng Tháp 1, Hà Giang 1, Hà Nam 1, Hà Tĩnh 1, Kiên Giang 1, Lạng Sơn 1, Nam Định 1, Quảng Bình 1, Sóc Trăng 1, Thái Nguyên 1, Thanh Hóa 1                                                                             | [ 139 ] |
| 22   | 130.731 +118.418 bổ sung | 65         | Hà Nội 5, Bắc Ninh 4, Cao Bằng 4, Đồng Nai 4, Quảng Ninh 4, Bến Tre 3, Bình Dương 3, Hà Tĩnh 3, Hải Dương 3, Hậu Giang 3, Kiên Giang 3, Hà Nam 2, Nam Định 2, Nghệ An 2, Phú Thọ 2, Quảng Bình 2, Tây Ninh 2, Trà Vinh 2, Bắc Kạn 1, Bạc Liêu 1, Bình Thuận 1, Đắk Lắk 1, Điện Biên 1, Gia Lai 1, Hải Phòng 1, Lạng Sơn 1, Quảng Ngãi 1, Thái Nguyên 1, Thừa Thiên Huế 1, TP. Hồ Chí Minh 1 | [ 140 ] |
| 23   | 127.878 +12.954 bổ sung  | 61         | Bạc Liêu 5, Bình Dương 4, Hà Nội 4, An Giang 3, Đồng Nai 3, Lâm Đồng 3, Lào Cai 3, Quảng Ninh 3, Bắc Kạn 2, Bến Tre 2, Cần Thơ 2, Đắk Lắk 2, Hà Giang 2, Khánh Hòa 2, Nam Định 2, Quảng Bình 2, TP. Hồ Chí Minh 2, Bình Thuận 1, Đắk Nông 1, Điện Biên 1, Đồng Tháp 1, Gia Lai 1, Hà Tĩnh 1, Kiên Giang 1, Quảng Nam 1, Sóc Trăng 1, Tây Ninh 1, Thái Nguyên 1, Thanh Hóa 1, Trà Vinh 1, Tuyên Quang 1, Vĩnh Long 1                                                                                              | [ 141 ] |
| 24   | 119.992                  | 70         | Đồng Nai 10, Cà Mau 6 ca trong 2 ngày, Hà Nội 5, Kiên Giang 5, Gia Lai 4, Phú Yên 4, Bến Tre 3, Quảng Bình 3, Quảng Ninh 3, Vĩnh Long 3, Cao Bằng 2, Hậu Giang 2, Khánh Hòa 2, TP. Hồ Chí Minh 2, An Giang 1, Bà Rịa - Vũng Tàu 1, Bạc Liêu 1, Bình Phước 1, Bình Thuận 1, Đắk Lắk 1, Hà Giang 1, Hà Tĩnh 1, Lạng Sơn 1, Nam Định 1, Phú Thọ 1, Quảng Ngãi 1, Thái Nguyên 1, Thanh Hóa 1, Trà Vinh 1, Yên Bái 1                                                                                                  | [ 142 ] |
| 25   | 108.957 +52.522 bổ sung  | 51         | Cà Mau 5, An Giang 4, Bạc Liêu 3, Hà Nội 3, Kiên Giang 3, Lâm Đồng 3, Nghệ An 3, Quảng Ninh 3, Vĩnh Long 3, Bến Tre 2, Bình Thuận 2, Đà Nẵng 2, Bắc Kạn 1, Bình Định 1, Bình Dương 1, Cần Thơ 1, Cao Bằng 1, Hà Giang 1, Hà Nam 1, Hậu Giang 1, Nam Định 1, Ninh Bình 1, Quảng Nam 1, Tây Ninh 1, Thanh Hóa 1, TP. Hồ Chí Minh 1, Yên Bái 1 | [ 143 ] |
| 26   | 103.124 +55.179 bổ sung  | 62         | Cà Mau 11, Bình Định 7, Bình Dương 4, Đà Nẵng 4, Trà Vinh 4, Phú Yên 3, Bắc Giang 2, Bạc Liêu 2, Cao Bằng 2, Gia Lai 2, Hải Dương 2, Khánh Hòa 2, Lạng Sơn 2, Quảng Ninh 2, Tây Ninh 2, An Giang 1, Bà Rịa - Vũng Tàu 1, Bến Tre 1, Hà Nội 1, Hà Tĩnh 1, Quảng Bình 1, Quảng Nam 1, Sóc Trăng 1, Thái Bình 1, TP. Hồ Chí Minh 1, Vĩnh Long 1 | [ 144 ] |
| 27   | 91.916                   | 48         | Đồng Nai 6, Đắk Lắk 5, Quảng Ninh 4, An Giang 3, Hà Tĩnh 3, Kiên Giang 3, Bạc Liêu 2, Bến Tre 2, Bình Dương 2, Cà Mau 2, Quảng Bình 2, Thái Nguyên 2, Bắc Giang 1, Bình Phước 1, Điện Biên 1, Gia Lai 1, Hà Nội 1, Hải Dương 1, Lâm Đồng 1, Lạng Sơn 1, Ninh Bình 1, Phú Yên 1, Sóc Trăng 1, TP. Hồ Chí Minh 1 | [ 145 ] |
| 28   | 83.373 +180.000 bổ sung  | 52         | Đắk Lắk 4, Khánh Hòa 4, Quảng Ninh 4, Bến Tre 3, Bình Dương 3, Đồng Nai 3, Hà Tĩnh 3, Bắc Giang 2, Bắc Kạn 2, Bình Định 2, Bình Thuận 2, Kiên Giang 2, Quảng Nam 2, Thái Nguyên 2, Trà Vinh 2, Vĩnh Long 2, Bạc Liêu 1, Bình Phước 1, Hà Nội 1, Hải Dương 1, Hòa Bình 1, Nam Định 1, Quảng Ngãi 1, Quảng Trị 1, Thanh Hóa 1, TP. Hồ Chí Minh 1 | [ 146 ] |
| 29   | 88.376 +23.262 bổ sung   | 55         | An Giang 4, Bạc Liêu 4, Bình Dương 4, Đồng Nai 4, Kiên Giang 4, Quảng Ninh 4, Gia Lai 3, Lạng Sơn 3, Bình Định 2, Cao Bằng 2, Hà Tĩnh 2, Sóc Trăng 2, Tây Ninh 2, Trà Vinh 2, Vĩnh Long 2, Bắc Giang 1, Bến Tre 1, Cà Mau 1, Cần Thơ 1, Hà Nam 1, Hải Dương 1, Nam Định 1, Nghệ An 1, Quảng Ngãi 1, Quảng Trị 1, TP. Hồ Chí Minh 1 | [ 147 ] |
| 30   | 85.759                   | 41         | Kiên Giang 6, Bến Tre 4, Đắk Lắk 4, Sóc Trăng 4, Lạng Sơn 3, Bình Dương 2, Bình Định 2, Trà Vinh 2, Bà Rịa - Vũng Tàu 1, Bạc Liêu 1, Cần Thơ 1, Đà Nẵng 1, Đắk Nông 1, Điện Biên 1, Đồng Nai 1, Gia Lai 1, Lâm Đồng 1, Nam Định 1, Thái Nguyên 1, Thanh Hóa 1, TP. Hồ Chí Minh 1, Vĩnh Long 1 | [ 148 ] |
| 31   | 80.827                   | 39         | Bến Tre 5, Bình Thuận 4, Cao Bằng 4, Phú Yên 4, Bạc Liêu 2, Đắk Lắk 2, Lâm Đồng 2, Quảng Ninh 2, Sóc Trăng 2, Vĩnh Long 2, Bà Rịa - Vũng Tàu 1, Cà Mau 1, Gia Lai 1, Hà Nam 1, Hà Tĩnh 1, Hậu Giang 1, Lạng Sơn 1, Quảng Ngãi 1, Tây Ninh 1, TP. Hồ Chí Minh 1 | [ 149 ] |

### Tháng 4
- Ngày 7 tháng 4, Việt Nam vượt 10 triệu ca mắc COVID-19.[150]
- Sáng 14 tháng 4, bắt đầu tiêm vắc-xin phòng COVID-19 cho trẻ 5 - 12 tuổi ở Quảng Ninh.[151]
- Ngày 15 tháng 4, Bộ Y tế đã điều chỉnh định nghĩa ca bệnh COVID-19 xác định (F0), biện pháp y tế đối với F0 và người tiếp xúc gần (F1). F1 không còn phải cách ly như trước đây.[152] Cùng ngày, Bộ bắt đầu cấp hộ chiếu vaccine COVID-19 điện tử cho người dân.[153]
- Từ ngày 27 tháng 4, Việt Nam tạm dừng việc áp dụng khai báo y tế đối với người nhập cảnh vào Việt Nam.[154]
- Từ ngày 30 tháng 4, Việt Nam ngừng khai báo y tế nội địa.[155]

| Ngày | Ca trong nước          | Ca tử vong | Chi tiết ca tử vong | Ct      |
| ---- | ---------------------- | ---------- | --- | ------- |
| 1    | 72.555 +13.498 bổ sung | 33         | Phú Thọ 4, Bạc Liêu 3, Bắc Giang 2, Bến Tre 2, Đồng Nai 2, Nghệ An 2, Phú Yên 2, Sóc Trăng 2, An Giang 1, Bà Rịa - Vũng Tàu 1, Bình Định 1, Bình Phước 1, Cà Mau 1, Đà Nẵng 1, Đắk Lắk 1, Gia Lai 1, Hà Giang 1, Lâm Đồng 1, Quảng Bình 1, Thanh Hóa 1, TP. Hồ Chí Minh 1, Vĩnh Long 1    | [ 156 ] |
| 2    | 65.616                 | 37         | Hà Nội 4, Quảng Ninh 3, Trà Vinh 3, An Giang 2, Bạc Liêu 2, Bến Tre 2, Bình Định 2, Bình Dương 2, Hậu Giang 2, Kiên Giang 2, Sóc Trăng 2, Cà Mau 1, Cần Thơ 1, Điện Biên 1, Hà Giang 1, Hòa Bình 1, Lâm Đồng 1, Lạng Sơn 1, Nghệ An 1, Tây Ninh 1, TP. Hồ Chí Minh 1, Vĩnh Long 1         | [ 157 ] |
| 3    | 50.730 +51.316 bổ sung | 37         | Kiên Giang 4, Bạc Liêu 3, Quảng Ninh 3, Bến Tre 2, Bình Dương 2, Hà Nội 2, Hà Tĩnh 2, Khánh Hòa 2, Lâm Đồng 2, Phú Yên 2, Sóc Trăng 2, Bắc Ninh 1, Bình Định 1, Bình Phước 1, Bình Thuận 1, Cần Thơ 1, Cao Bằng 1, Đồng Nai 1, Hải Dương 1, Phú Thọ 1, Thái Nguyên 1, Vĩnh Long 1         | [ 158 ] |
| 4    | 48.715                 | 42         | Đồng Nai 5, Gia Lai 4, An Giang 3, Bến Tre 3, Kiên Giang 3, Quảng Ninh 3, Trà Vinh 3, Bạc Liêu 2, Hải Dương 2, Phú Thọ 2, Bà Rịa - Vũng Tàu 1, Bình Định 1, Cà Mau 1, Cần Thơ 1, Đắk Nông 1, Hà Nội 1, Khánh Hòa 1, Sóc Trăng 1, TP. Hồ Chí Minh 1, Tuyên Quang 1, Vĩnh Long 1, Yên Bái 1 | [ 159 ] |
| 5    | 54.995                 | 39         | Đắk Lắk 5, Bến Tre 4, Lạng Sơn 4, Bạc Liêu 3, Gia Lai 3, Nghệ An 3, Bình Thuận 2, Phú Thọ 2, Quảng Nam 2, Thái Nguyên 2, Bình Dương 1, Đồng Tháp 1, Hà Nội 1, Hà Tĩnh 1, Kiên Giang 1, Lâm Đồng 1, Ninh Bình 1, Quảng Ninh 1, Sóc Trăng 1                                                 | [ 160 ] |
| 6    | 49.124 +9.300 bổ sung  | 31         | Bến Tre 4, Kiên Giang 4, Đồng Nai 3, Bình Dương 2, Hà Nội 2, Khánh Hòa 2, Lâm Đồng 2, Quảng Ngãi 2, Bắc Kạn 1, Bạc Liêu 1, Đà Nẵng 1, Đắk Lắk 1, Đắk Nông 1, Gia Lai 1, Hòa Bình 1, Phú Thọ 1, Phú Yên 1, Quảng Ninh 1                                                                    | [ 161 ] |
| 7    | 45.884 +44.342 bổ sung | 21         | Kiên Giang 4, Cao Bằng 2, Sóc Trăng 2, Thái Bình 2, TP. Hồ Chí Minh 2, Vĩnh Long 2, Bắc Giang 1, Bắc Kạn 1, Bình Phước 1, Đồng Nai 1, Đồng Tháp 1, Gia Lai 1, Lâm Đồng 1 | [ 162 ] |
| 8    | 39.333 +25.763 bổ sung | 35         | Đắk Lắk 4, Lào Cai 4, Hậu Giang 3, Thái Nguyên 3, Trà Vinh 3, An Giang 1, Bắc Kạn 1, Bến Tre 1, Bình Định 1, Bình Thuận 1, Cao Bằng 1, Đồng Tháp 1, Hà Nội 1, Hà Tĩnh 1, Kiên Giang 1, Lâm Đồng 1, Lạng Sơn 1, Nam Định 1, Nghệ An 1, Phú Thọ 1, Quảng Trị 1, Sóc Trăng 1, Tây Ninh 1     | [ 163 ] |
| 9    | 34.138                 | 26         | Đắk Lắk 7, Đồng Nai 4, Bạc Liêu 2, Kiên Giang 2, An Giang 1, Bắc Kạn 1, Bình Dương 1, Bình Phước 1, Cà Mau 1, Cao Bằng 1, Đồng Tháp 1, Hà Tĩnh 1, Hậu Giang 1, Lạng Sơn 1, Vĩnh Long 1 | [ 164 ] |
| 10   | 28.307                 | 19         | Kiên Giang 3, Phú Yên 3, Trà Vinh 3, Bình Phước 2, Bình Dương 1, Cần Thơ 1, Đồng Tháp 1, Hà Tĩnh 1, Hải Dương 1, Sóc Trăng 1, Thái Nguyên 1, Vĩnh Long 1 | [ 165 ] |
| 11   | 23.181 +28.740 bổ sung | 17         | An Giang 4, Kiên Giang 3, Lâm Đồng 2, Bến Tre 1, Bình Thuận 1, Đồng Nai 1, Đồng Tháp 1, Hà Giang 1, Nghệ An 1, Sóc Trăng 1, Yên Bái 1 | [ 166 ] |
| 12   | 22.804                 | 28         | Quảng Nam 3, Bắc Kạn 2, Gia Lai 2, Hà Nội 2, Hải Dương 2, Hậu Giang 2, Kiên Giang 2, Phú Thọ 2, Bến Tre 1, Bình Dương 1, Bình Phước 1, Đắk Lắk 1, Đồng Tháp 1, Hà Nam 1, Khánh Hòa 1, Lâm Đồng 1, Phú Yên 1, Quảng Bình 1, Tây Ninh 1                                                     | [ 167 ] |
| 13   | 24.623                 | 20         | Bạc Liêu 3, Cần Thơ 3, Kiên Giang 3, Đồng Nai 2, Đồng Tháp 2, Bắc Kạn 1, Bắc Ninh 1, Bến Tre 1, Hậu Giang 1, Lâm Đồng 1, Ninh Bình 1, Phú Yên 1 | [ 168 ] |
| 14   | 23.012                 | 23         | Cao Bằng 3, Khánh Hòa 3, Bình Định 2, Đắk Lắk 2, Gia Lai 2, Bến Tre 1, Cần Thơ 1, Đồng Nai 1, Đồng Tháp 1, Hà Giang 1, Hải Dương 1, Hậu Giang 1, Kiên Giang 1, Nghệ An 1, Phú Thọ 1, Trà Vinh 1                                                                                           | [ 169 ] |
| 15   | 20.076 +53.858 bổ sung | 23         | Bến Tre 4, Kiên Giang 2, An Giang 1, Bắc Kạn 1, Bạc Liêu 1, Bắc Ninh 1, Bình Dương 1, Bình Thuận 1, Cần Thơ 1, Cao Bằng 1, Điện Biên 1, Đồng Nai 1, Đồng Tháp 1, Gia Lai 1, Hà Nội 1, Lâm Đồng 1, Quảng Ngãi 1, Thanh Hóa 1, Vĩnh Long 1                                                  | [ 170 ] |
| 16   | 18.474 +4.880 bổ sung  | 10         | Đắk Lắk 2, Bến Tre 1, Bình Định 1, Cần Thơ 1, Đồng Nai 1, Lạng Sơn 1, Phú Thọ 1, Sóc Trăng 1, Vĩnh Long 1 | [ 171 ] |
| 17   | 14.730                 | 10         | Kiên Giang 4, Bến Tre 3, Bình Phước 1, Cần Thơ 1, Đồng Tháp 1 | [ 172 ] |
| 18   | 12.011 +31.260 bổ sung | 13         | Đồng Nai 2, Quảng Nam 2, Trà Vinh 2, Bắc Giang 1, Bình Định 1, Cần Thơ 1, Đồng Tháp 1, Gia Lai 1, Hải Dương 1, Quảng Ngãi 1 | [ 173 ] |
| 19   | 13.500                 | 18         | Đắk Lắk 4, Kiên Giang 3, Đồng Nai 2, An Giang 1, Bắc Kạn 1, Bạc Liêu 1, Bến Tre 1, Hà Nam 1, Hà Nội 1, Lào Cai 1, Quảng Ninh 1, Vĩnh Long 1 | [ 174 ] |
| 20   | 13.271                 | 7          | Bình Định 1, Cần Thơ 1, Đắk Lắk 1, Đồng Tháp 1, Gia Lai 1, Lạng Sơn 1, Vĩnh Long 1 | [ 175 ] |
| 21   | 12.029 +18.545 bổ sung | 9          | Đồng Nai 2, Đắk Lắk 1, Kiên Giang 1, Lâm Đồng 1, Sóc Trăng 1, Tây Ninh 1, Trà Vinh 1, Vĩnh Long 1 | [ 176 ] |
| 22   | 11.160                 | 7          | Đồng Nai 2, Phú Thọ 2, Bến Tre 1, Hà Tĩnh 1, Kon Tum 1 | [ 177 ] |
| 23   | 10.365                 | 6          | Cao Bằng 1, Đồng Nai 1, Hà Tĩnh 1, Kiên Giang 1, Phú Thọ 1, Quảng Bình 1 | [ 178 ] |
| 24   | 8.812                  | 9          | Cần Thơ 2, Đắk Lắk 2, Quảng Ninh 2, Bạc Liêu 1, Đồng Tháp 1, Kiên Giang 1 | [ 179 ] |
| 25   | 7.417 +853 bổ sung     | 8          | Quảng Nam 4, Bình Thuận 1, Đắk Lắk 1, Kiên Giang 1, Tây Ninh 1 | [ 180 ] |
| 26   | 8.431 +40.000 bổ sung  | 8          | Đắk Lắk 3, An Giang 1, Hà Tĩnh 1, Phú Thọ 1, Tây Ninh 1, Trà Vinh 1 | [ 181 ] |
| 27   | 8.004 +3.309 bổ sung   | 5          | Bến Tre 1, Đắk Lắk 1, Đồng Nai 1, Sóc Trăng 1, Vĩnh Long 1 | [ 182 ] |
| 28   | 7.116                  | 3          | Kiên Giang 1, Lâm Đồng 1, Tây Ninh 1 | [ 183 ] |
| 29   | 6.068                  | 1          | Bắc Kạn 1 | [ 184 ] |
| 30   | 5.109                  | 2          | Bình Thuận 2, Kiên Giang 1 | [ 185 ] |

### Tháng 5
- Từ ngày 15 tháng 5, Việt Nam ngừng yêu cầu xét nghiệm COVID-19 đối với người nhập cảnh.[186]
- Ngày 25 tháng 5 năm 2022, Bộ Công an khởi tố bị can, thực hiện lệnh bắt tạm giam ông Nguyễn Huỳnh, phó trưởng phòng quản lý giá Cục Quản lý dược Bộ Y tế trong Vụ án sai phạm tại Công ty cổ phần Công nghệ Việt Á.[187]

| Ngày | Ca trong nước        | Ca tử vong | Chi tiết ca tử vong                 | Ct      |
| ---- | -------------------- | ---------- | ----------------------------------- | ------- |
| 1    | 3.717                | 1          | Bến Tre 1                           | [ 188 ] |
| 2    | 3.123                | 2          | Đồng Nai 1, Hà Nam 1                | [ 189 ] |
| 3    | 2.709                | 0          |                                     | [ 190 ] |
| 4    | 3.088                | 3          | An Giang 1, Bến Tre 1, Bình Dương 1 | [ 191 ] |
| 5    | 4.305                | 2          | Bạc Liêu 1, Hà Nam 1                | [ 192 ] |
| 6    | 3.819                | 6          | Bà Rịa - Vũng Tàu 5, Đồng Nai 1     | [ 193 ] |
| 7    | 3.345                | 0          |                                     | [ 194 ] |
| 8    | 2.268                | 1          | Tây Ninh 1                          | [ 195 ] |
| 9    | 2.175                | 1          | Bắc Ninh 1                          | [ 196 ] |
| 10   | 2.884                | 1          | Trà Vinh 1                          | [ 197 ] |
| 11   | 2.758                | 2          | Hậu Giang 1, Trà Vinh 1             | [ 198 ] |
| 12   | 3.949 +2.250 bổ sung | 3          | Đắk Lắk 3                           | [ 199 ] |
| 13   | 2.226 +443 bổ sung   | 0          |                                     | [ 200 ] |
| 14   | 1.895                | 2          | Bạc Liêu 1, Khánh Hòa 1             | [ 201 ] |
| 15   | 1.594                | 0          |                                     | [ 202 ] |
| 16   | 1.550                | 2          | Cần Thơ 1, Tây Ninh 1               | [ 203 ] |
| 17   | 1.786                | 4          | Bình Dương 3, Khánh Hòa 1           | [ 204 ] |
| 18   | 1.830                | 1          | Hà Nội 1                            | [ 205 ] |
| 19   | 1.715 +1.012 bổ sung | 1          | Tây Ninh 1                          | [ 206 ] |
| 20   | 1.587                | 2          | Tây Ninh 1, Trà Vinh 1              | [ 207 ] |
| 21   | 1.457                | 0          |                                     | [ 208 ] |
| 22   | 1.319                | 0          |                                     | [ 209 ] |
| 23   | 1.179                | 1          | Quảng Ninh 1                        | [ 210 ] |
| 24   | 1.322                | 0          |                                     | [ 211 ] |
| 25   | 1.344                | 2          | Tây Ninh 1, Trà Vinh 1              | [ 212 ] |
| 26   | 1.275                | 0          |                                     | [ 213 ] |
| 27   | 1.239                | 0          |                                     | [ 214 ] |
| 28   | 1.114                | 0          |                                     | [ 215 ] |
| 29   | 890                  | 0          |                                     | [ 216 ] |
| 30   | 1.118                | 0          |                                     | [ 217 ] |
| 31   | 1.010                | 1          | Bình Dương 1                        | [ 218 ] |

### Tháng 6
- Ngày 7 tháng 6 năm 2022, Cơ quan Cảnh sát điều tra Bộ Công an ra quyết định khởi tố, tạm giam ông Chu Ngọc Anh, nguyên Bộ trưởng Bộ Khoa học và công nghệ, ông Phạm Công Tạc, nguyên Thứ trưởng Bộ Khoa học và Công nghệ và tạm giam ông Nguyễn Thanh Long, cựu bộ trưởng Bộ Y tế trong Vụ án sai phạm tại Công ty cổ phần Công nghệ Việt Á.[219][220][221]

| Ngày | Ca trong nước        | Ca tử vong | Chi tiết ca tử vong     | Ct      |
| ---- | -------------------- | ---------- | ----------------------- | ------- |
| 1    | 1.047                | 0          |                         | [ 222 ] |
| 2    | 1.088 +1.120 bổ sung | 1          | Quảng Ninh 1            | [ 223 ] |
| 3    | 1.039                | 0          |                         | [ 224 ] |
| 4    | 881                  | 0          |                         | [ 225 ] |
| 5    | 685                  | 0          |                         | [ 226 ] |
| 6    | 802                  | 1          | Vĩnh Long 1             | [ 227 ] |
| 7    | 960                  | 0          |                         | [ 228 ] |
| 8    | 913                  | 0          |                         | [ 229 ] |
| 9    | 799                  | 0          |                         | [ 230 ] |
| 10   | 961                  | 1          | Tây Ninh 1              | [ 231 ] |
| 11   | 710 +853 bổ sung     | 1          | Tây Ninh 1              | [ 232 ] |
| 12   | 568                  | 0          |                         | [ 233 ] |
| 13   | 616                  | 0          |                         | [ 234 ] |
| 14   | 856                  | 0          |                         | [ 235 ] |
| 15   | 866                  | 0          |                         | [ 236 ] |
| 16   | 774                  | 0          |                         | [ 237 ] |
| 17   | 723 +760 bổ sung     | 0          |                         | [ 238 ] |
| 18   | 669                  | 0          |                         | [ 239 ] |
| 19   | 533                  | 0          |                         | [ 240 ] |
| 20   | 520                  | 0          |                         | [ 241 ] |
| 21   | 748                  | 1          | Bến Tre 1               | [ 242 ] |
| 22   | 888 +58 bổ sung      | 0          |                         | [ 243 ] |
| 23   | 740                  | 0          |                         | [ 244 ] |
| 24   | 653 +986 bổ sung     | 0          |                         | [ 245 ] |
| 25   | 657                  | 0          |                         | [ 246 ] |
| 26   | 557                  | 0          |                         | [ 247 ] |
| 27   | 637                  | 0          |                         | [ 248 ] |
| 28   | 769                  | 3          | Bến Tre 2, Quảng Ninh 1 | [ 249 ] |
| 29   | 777                  | 0          |                         | [ 250 ] |
| 30   | 839                  | 0          |                         | [ 251 ] |

### Tháng 7
- Đầu tháng 7, TP. HCM tầm soát ngẫu nhiên, phát hiện biến chủng Omicron BA.4 và BA.5.[252]

| Ngày | Ca trong nước      | Ca tử vong | Chi tiết ca tử vong | Ct      |
| ---- | ------------------ | ---------- | ------------------- | ------- |
| 1    | 927                | 0          |                     | [ 253 ] |
| 2    | 730                | 0          |                     | [ 254 ] |
| 3    | 511                | 0          |                     | [ 255 ] |
| 4    | 685                | 1          | Đồng Nai 1          | [ 256 ] |
| 5    | 989                | 1          | Quảng Ninh 1        | [ 257 ] |
| 6    | 913                | 0          |                     | [ 258 ] |
| 7    | 913                | 0          |                     | [ 259 ] |
| 8    | 800                | 0          |                     | [ 260 ] |
| 9    | 684 +722 bổ sung   | 0          |                     | [ 261 ] |
| 10   | 465                | 0          |                     | [ 262 ] |
| 11   | 568                | 0          |                     | [ 263 ] |
| 12   | 873                | 1          | Quảng Ninh 1        | [ 264 ] |
| 13   | 1.001              | 0          |                     | [ 265 ] |
| 14   | 932                | 0          |                     | [ 266 ] |
| 15   | 956                | 0          |                     | [ 267 ] |
| 16   | 705                | 1          | Thái Nguyên 1       | [ 268 ] |
| 17   | 745                | 0          |                     | [ 269 ] |
| 18   | 840                | 0          |                     | [ 270 ] |
| 19   | 1.085              | 0          |                     | [ 271 ] |
| 20   | 1.161              | 0          |                     | [ 272 ] |
| 21   | 1.292              | 0          |                     | [ 273 ] |
| 22   | 1.142              | 1          | Tây Ninh 1          | [ 274 ] |
| 23   | 1.071              | 0          |                     | [ 275 ] |
| 24   | 748                | 0          |                     | [ 276 ] |
| 25   | 896                | 0          |                     | [ 277 ] |
| 26   | 1.460              | 0          |                     | [ 278 ] |
| 27   | 1.761 +911 bổ sung | 0          |                     | [ 279 ] |
| 28   | 1.697              | 0          |                     | [ 280 ] |
| 29   | 1.803              | 1          | Quảng Ninh 1        | [ 281 ] |
| 30   | 1.607              | 0          |                     | [ 282 ] |
| 31   | 1.477              | 0          |                     | [ 283 ] |

### Tháng 8
- Ngày 4 tháng 8, Việt Nam vượt 11 triệu ca mắc COVID-19.[284]

| Ngày | Ca trong nước          | Ca tử vong | Chi tiết ca tử vong                          | Ct      |
| ---- | ---------------------- | ---------- | -------------------------------------------- | ------- |
| 1    | 1.377                  | 0          |                                              | [ 285 ] |
| 2    | 2.000                  | 1          | Bình Thuận 1                                 | [ 286 ] |
| 3    | 2.096                  | 0          |                                              | [ 287 ] |
| 4    | 2.012 +402.830 bổ sung | 0          |                                              | [ 288 ] |
| 5    | 2.074                  | 0          |                                              | [ 289 ] |
| 6    | 1.609 +152.485 bổ sung | 0          |                                              | [ 290 ] |
| 7    | 1.381                  | 0          |                                              | [ 291 ] |
| 8    | 1.705                  | 0          |                                              | [ 292 ] |
| 9    | 2.340                  | 0          |                                              | [ 293 ] |
| 10   | 2.010                  | 1          | Tây Ninh 1                                   | [ 294 ] |
| 11   | 2.367 +4.408 bổ sung   | 0          |                                              | [ 295 ] |
| 12   | 2.192                  | 1          | Quảng Ninh 1                                 | [ 296 ] |
| 13   | 1.815                  | 1          | Điện Biên 1                                  | [ 297 ] |
| 14   | 1.428                  | 1          | Tây Ninh 1                                   | [ 298 ] |
| 15   | 1.695                  | 0          |                                              | [ 299 ] |
| 16   | 2.983                  | 2          | Điện Biên 1, Quảng Ninh 1                    | [ 300 ] |
| 17   | 2.814                  | 3          | Bà Rịa - Vũng Tàu 1, Hà Nội 1, Quảng Ninh 1  | [ 301 ] |
| 18   | 3.295                  | 0          |                                              | [ 302 ] |
| 19   | 2.983                  | 0          |                                              | [ 303 ] |
| 20   | 2.704                  | 1          | Hà Nội 1                                     | [ 304 ] |
| 21   | 1.561                  | 1          | Hà Nội 1                                     | [ 305 ] |
| 22   | 2.179                  | 1          | Quảng Ninh 1                                 | [ 306 ] |
| 23   | 3.195                  | 0          |                                              | [ 307 ] |
| 24   | 3.591                  | 2          | Tây Ninh 2                                   | [ 308 ] |
| 25   | 3.342                  | 2          | Bà Rịa - Vũng Tàu 1, Tây Ninh 1              | [ 309 ] |
| 26   | 3.195                  | 0          |                                              | [ 310 ] |
| 27   | 2.197                  | 1          | Ninh Bình 1                                  | [ 311 ] |
| 28   | 1.705                  | 1          | Hà Nội 1                                     | [ 312 ] |
| 29   | 2.409                  | 1          | Hải Dương 1                                  | [ 313 ] |
| 30   | 3.241                  | 4          | Cần Thơ 1, Hà Nội 1, Khánh Hòa 1, Tây Ninh 1 | [ 314 ] |
| 31   | 2.727                  | 0          |                                              | [ 315 ] |

### Tháng 9
- Ngày 12 tháng 9, Bộ Y tế tổ chức Lễ phát động Chiến dịch truyền thông phòng, chống dịch COVID-19 trong tình hình mới với chủ đề "Vì một Việt Nam vững vàng và khỏe mạnh". Theo đó, Bộ Y tế khuyến cáo người dân thực hiện thay đổi biện pháp phòng chống dịch phù hợp với tình hình mới, bao gồm: 2K (Khẩu trang, Khử khuẩn) + thuốc + điều trị + công nghệ + ý thức người dân.[316]

| Ngày | Ca trong nước | Ca tử vong | Chi tiết ca tử vong                   | Ct      |
| ---- | ------------- | ---------- | ------------------------------------- | ------- |
| 1    | 2.680         | 0          |                                       | [ 317 ] |
| 2    | 1.548         | 1          | Hà Nội 1                              | [ 318 ] |
| 3    | 1.595         | 1          | Khánh Hòa 1                           | [ 319 ] |
| 4    | 1.390         | 1          | Thanh Hóa 1                           | [ 320 ] |
| 5    | 2.161         | 2          | Tây Ninh 1, Thanh Hóa 1               | [ 321 ] |
| 6    | 3.694         | 1          | Bến Tre 1                             | [ 322 ] |
| 7    | 3.878         | 2          | Cao Bằng 1, Tây Ninh 1                | [ 323 ] |
| 8    | 3.191         | 1          | Quảng Ninh 1                          | [ 324 ] |
| 9    | 3.644         | 0          |                                       | [ 325 ] |
| 10   | 2.498         | 0          |                                       | [ 326 ] |
| 11   | 1.643         | 3          | Tây Ninh 2, Hải Phòng 1               | [ 327 ] |
| 12   | 2.013         | 1          | Hải Phòng 1                           | [ 328 ] |
| 13   | 3.031         | 2          | Cao Bằng 1, Hà Nội 1                  | [ 329 ] |
| 14   | 3.017         | 0          |                                       | [ 330 ] |
| 15   | 2.963         | 5          | An Giang 2, Tây Ninh 2, Đồng Nai 1    | [ 331 ] |
| 16   | 3.080         | 0          |                                       | [ 332 ] |
| 17   | 2.479         | 1          | Ninh Bình 1                           | [ 333 ] |
| 18   | 1.891         | 1          | Thái Nguyên 1                         | [ 334 ] |
| 19   | 1.778         | 2          | Bình Thuận 1, Điện Biên 1             | [ 335 ] |
| 20   | 3.177         | 1          | Cần Thơ 1                             | [ 336 ] |
| 21   | 2.287         | 4          | An Giang 2, Bình Thuận 1, Khánh Hòa 1 | [ 337 ] |
| 22   | 1.928         | 0          |                                       | [ 338 ] |
| 23   | 2.545         | 0          |                                       | [ 339 ] |
| 24   | 1.176         | 0          |                                       | [ 340 ] |
| 25   | 961           | 0          |                                       | [ 341 ] |
| 26   | 1.432         | 0          |                                       | [ 342 ] |
| 27   | 1.585         | 1          | Cần Thơ 1                             | [ 343 ] |
| 28   | 1.587         | 0          |                                       | [ 344 ] |
| 29   | 978           | 1          | Hải Dương 1                           | [ 345 ] |
| 30   | 1.470         | 0          |                                       | [ 346 ] |

### Tháng 10
| Ngày | Ca trong nước      | Ca tử vong | Chi tiết ca tử vong      | Ct      |
| ---- | ------------------ | ---------- | ------------------------ | ------- |
| 1    | 671                | 1          | Tây Ninh 1               | [ 347 ] |
| 2    | 490                | 0          |                          | [ 348 ] |
| 3    | 796                | 0          |                          | [ 349 ] |
| 4    | 1.020              | 2          | Bến Tre 1, Hà Nội 1      | [ 350 ] |
| 5    | 1.194              | 0          |                          | [ 351 ] |
| 6    | 1.130              | 0          |                          | [ 352 ] |
| 7    | 702                | 1          | Quảng Ninh 1             | [ 353 ] |
| 8    | 682                | 1          | Hà Nội 1                 | [ 354 ] |
| 9    | 371                | 0          |                          | [ 355 ] |
| 10   | 1.045              | 0          |                          | [ 356 ] |
| 11   | 1.226              | 1          | Hải Phòng 1              | [ 357 ] |
| 12   | 1.194              | 1          | Hà Nội 1                 | [ 358 ] |
| 13   | 1.069              | 0          |                          | [ 359 ] |
| 14   | 589                | 0          |                          | [ 360 ] |
| 15   | 732                | 0          |                          | [ 361 ] |
| 16   | 325                | 0          |                          | [ 362 ] |
| 17   | 673                | 2          | Bình Thuận 1, Tây Ninh 1 | [ 363 ] |
| 18   | 622                | 1          | Bình Thuận 1             | [ 364 ] |
| 19   | 1.336              | 1          | Sóc Trăng 1              | [ 365 ] |
| 20   | 541                | 0          |                          | [ 366 ] |
| 21   | 582                | 0          |                          | [ 367 ] |
| 22   | 475                | 0          |                          | [ 368 ] |
| 23   | 158                | 0          |                          | [ 369 ] |
| 24   | 546                | 2          | Tây Ninh 2               | [ 370 ] |
| 25   | 514                | 0          |                          | [ 371 ] |
| 26   | 826                | 1          | Cần Thơ 1                | [ 372 ] |
| 27   | 484                | 3          | Bắc Kạn 3                | [ 373 ] |
| 28   | 641 +1.907 bổ sung | 0          |                          | [ 374 ] |
| 29   | 263                | 1          | Tây Ninh 1               | [ 375 ] |
| 30   | 304                | 0          |                          | [ 376 ] |
| 31   | 410                | 0          |                          | [ 377 ] |

### Tháng 11
| Ngày | Ca trong nước | Ca tử vong | Chi tiết ca tử vong              | Ct      |
| ---- | ------------- | ---------- | -------------------------------- | ------- |
| 1    | 449           | 1          | Quảng Ninh 1                     | [ 378 ] |
| 2    | 756           | 1          | Tây Ninh 1                       | [ 379 ] |
| 3    | 819           | 0          |                                  | [ 380 ] |
| 4    | 339           | 0          |                                  | [ 381 ] |
| 5    | 359           | 0          |                                  | [ 382 ] |
| 6    | 241           | 1          | Tây Ninh 1                       | [ 383 ] |
| 7    | 365           | 0          |                                  | [ 384 ] |
| 8    | 442           | 0          |                                  | [ 385 ] |
| 9    | 468           | 0          |                                  | [ 386 ] |
| 10   | 416           | 0          |                                  | [ 387 ] |
| 11   | 630           | 0          |                                  | [ 388 ] |
| 12   | 277           | 0          |                                  | [ 389 ] |
| 13   | 242           | 0          |                                  | [ 390 ] |
| 14   | 204           | 0          |                                  | [ 391 ] |
| 15   | 580           | 0          |                                  | [ 392 ] |
| 16   | 502           | 1          | Cần Thơ 1                        | [ 393 ] |
| 17   | 509           | 0          |                                  | [ 394 ] |
| 18   | 435           | 1          | Tây Ninh 1                       | [ 395 ] |
| 19   | 259           | 1          | Bình Thuận 1                     | [ 396 ] |
| 20   | 274           | 0          |                                  | [ 397 ] |
| 21   | 370           | 0          |                                  | [ 398 ] |
| 22   | 336           | 0          |                                  | [ 399 ] |
| 23   | 546           | 0          |                                  | [ 400 ] |
| 24   | 489           | 1          | Bình Thuận 1                     | [ 401 ] |
| 25   | 570           | 0          |                                  | [ 402 ] |
| 26   | 427           | 0          |                                  | [ 403 ] |
| 27   | 358           | 0          |                                  | [ 404 ] |
| 28   | 333           | 0          |                                  | [ 405 ] |
| 29   | 558           | 2          | Tây Ninh 2                       | [ 406 ] |
| 30   | 485           | 3          | An Giang 1, Hà Nội 1, Tây Ninh 1 | [ 407 ] |

### Tháng 12
| Ngày | Ca trong nước | Ca tử vong | Chi tiết ca tử vong      | Ct      |
| ---- | ------------- | ---------- | ------------------------ | ------- |
| 1    | 581           | 1          | Cần Thơ 1                | [ 408 ] |
| 2    | 635           | 0          |                          | [ 409 ] |
| 3    | 393           | 1          | Cần Thơ 1                | [ 410 ] |
| 4    | 204           | 0          |                          | [ 411 ] |
| 5    | 427           | 0          |                          | [ 412 ] |
| 6    | 362           | 1          | Tây Ninh 1               | [ 413 ] |
| 7    | 500           | 0          |                          | [ 414 ] |
| 8    | 528           | 0          |                          | [ 415 ] |
| 9    | 496           | 0          |                          | [ 416 ] |
| 10   | 408           | 0          |                          | [ 417 ] |
| 11   | 194           | 0          |                          | [ 418 ] |
| 12   | 383           | 0          |                          | [ 419 ] |
| 13   | 366           | 1          | Bến Tre 1                | [ 420 ] |
| 14   | 320           | 0          |                          | [ 421 ] |
| 15   | 389           | 0          |                          | [ 422 ] |
| 16   | 333           | 0          |                          | [ 423 ] |
| 17   | 319           | 0          |                          | [ 424 ] |
| 18   | 177           | 0          |                          | [ 425 ] |
| 19   | 234           | 1          | Bến Tre 1                | [ 426 ] |
| 20   | 204           | 0          |                          | [ 427 ] |
| 21   | 200           | 1          | Hà Nội 1                 | [ 428 ] |
| 22   | 213           | 1          | Quảng Ninh 1             | [ 429 ] |
| 23   | 312           | 2          | Quảng Ninh 1, Tây Ninh 1 | [ 430 ] |
| 24   | 107           | 0          |                          | [ 431 ] |
| 25   | 71            | 0          |                          | [ 432 ] |
| 26   | 163           | 0          |                          | [ 433 ] |
| 27   | 211           | 0          |                          | [ 434 ] |
| 28   | 132           | 0          |                          | [ 435 ] |
| 29   | 234           | 0          |                          | [ 436 ] |
| 30   | 131           | 2          | Tây Ninh 2               | [ 437 ] |
| 31   | 86            | 0          |                          | [ 438 ] |

Tiếp theo: Năm 2023